# 澳門巴士32路線
澳門巴士32路線是由新福利經營，往返筷子基及旅遊塔的巴士路線。

## 簡介及歷史
- 本線1999年前是於葡京酒店折返，其後因為澳門旅遊塔落成，走線臨時延長至澳門旅遊塔。

- 2001年4月23日，上述之臨時措施改為永久生效。[1]

- 2002年4月8日，配合水塘馬路通車，本線返程改行水塘馬路，往筷子基方向不再行經松山隧道。[2]

- 本線曾一度開設32短線，往返筷子基至葡京一帶。

- 隨著沙梨頭南街一帶居住人口增加，對該區的公共巴士服務需求相應提升，由2006年10月17日起伸延服務該區，同日起返程取消行經提督馬路、青洲大馬路和白朗古將軍馬路。[3]

- 2007年10月20日起，新增停靠「南灣湖景大馬路」站，以方便往來南灣湖水上活動中心的市民。[4][5]

- 2011年6月12日，配合交通事務局實施第四階段巴士路線調整，新增停靠「筷子基社屋」站。[6]

- 2011年8月28日，取消停靠「教育暨青年局」、「約翰四世大馬路」及「中區／殷皇子馬路」站，新增停靠“亞馬喇前地”站。[7]

- 2016年1月16日，改為循環線運作，並調整本線服務時間為06:00-00:00，班距為5-10分鐘。

- 2017年8月5日，新增停靠新設的「初級法院刑事大樓」臨時站。[8]

- 2018年10月27日起，為明確巴士站位置及讓巴士服務更符合市民出行需要，“高美士／何賢公園”站改名為“高美士／利澳”。

- 2019年7月27日起，多個巴士站開始改名：
  - “旅遊活動中心”改名為“金蓮花廣場”；
  - “十月一日前地”改名為“十月一號前地”。

- 2020年4月18日，亞馬喇前地整治土建工程完工，往筷子基方向取消停靠「亞馬喇前地」站。

- 2022年5月28日起，多個巴士站開始改名：[9]
  - 「理工學院」站更名為「澳門理工大學」；
  - 「廈門街／理工」站更名為「廈門街／澳門理工大學」；
  - 「筷子基社屋」站更名為「俾若翰街／綠楊花園」。

- 2022年6月19日首班車起至21:00，因應南灣大馬路德豐大廈和一食店分別實施封控和管控措施，「巴掌圍」站暫停使用。[10][11]

- 2022年6月20日至25日，因應北京街鋪路工程，暫不停靠“北京街／假日酒店”站。[12]

- 2022年6月23日至12月31日，因應羅理基博士大馬路行人天橋優化工程，暫不停靠“治安警察局”站。[13]

- 2022年6月25日至27日，因應高美士街鋪路工程，暫不停靠“金蓮花廣場”、“廈門街／澳門理工大學”站，並改停靠“羅理基／馬六甲街”站。[12]

- 2022年7月11日至17日，因實施「全澳相對靜止管理」措施，本線暫停營運。[14]

- 2022年7月18日至22日，因宣佈延長“相對靜止管理”措施，本線維持上述措施。[15]

- 2022年7月23日起，因“相對靜止管理”結束，本線恢復營運。[16]

- 2023年1月19日，因應「初級法院刑事大樓」站長期停用，新增停靠“西灣湖街臨時站”。[17]

## 使用車輛
本線開辦初期，主要採用三菱ROSA小巴行駛。隨著客量增長，本線改以較大型的車輛行駛。
2011年7月31日前：
- Dennis Dart SLF 10m
- 蘇州金龍 KLQ6930G

2021年7月前：
- Dennis Dart SLF 11m
- 蘇州金龍KLQ6108GQ30
- 蘇州金龍KLQ6108GQ28

2021年7月起：
- 蘇州金龍KLQ6108GQ30
- 蘇州金龍KLQ6108GQ28
- 蘇州金龍KLQ6108GQ28E4

2022年7月起：
- 蘇州金龍KLQ6108GQ28E4
- 蘇州金龍KLQ6108GQE5

2022年8月1日起：
- 蘇州金龍KLQ6108GQ28
- 蘇州金龍KLQ6108GQ28E4

2023年1月7日起：
- 蘇州金龍KLQ6115GQ
- 蘇州金龍KLQ6108GQ28E4

2024年3月23日起：
- 蘇州金龍KLQ6115GQ
- 蘇州金龍KLQ6116GHEV1
- 蘇州金龍KLQ6108GQ28E4

2024年8月25日起：
- 蘇州金龍KLQ6116GHEV
- 蘇州金龍KLQ6116GHEV2

## 電牌
| 往筷子基方向 | 往筷子基方向 | 往筷子基方向 |
| 日期         | 頭牌         | 圖例         |
| ------------ | ------------ | ------------ |
| 開線至今     | 筷子基       |              |
| 往旅遊塔方向 |              |              |
| 日期         | 頭牌         | 圖例         |
| 開線至今     | 旅遊塔       |              |

## 路線資料

### 收費
| 收費類別     | 收費類別                      | 收費類別             | 費用 |
| ------------ | ----------------------------- | -------------------- | ---- |
| 現金         | 現金                          | 現金                 | $6.0 |
| 境外支付工具 | 支付寶（內地及香港）          | 支付寶（內地及香港） | $6.0 |
| 境外支付工具 | 雲閃付 非綁定澳門銀聯卡       |                      | $6.0 |
| 境外支付工具 | 微信支付（內地及香港）        |                      | $6.0 |
| 境外支付工具 | 交通聯合 非澳門發行的全國通卡 |                      | $6.0 |
| 境內支付工具 | 澳門通                        | 全民卡               | $3.0 |
| 境內支付工具 | 澳門通                        | 學生卡               | $1.5 |
| 境內支付工具 | 澳門通                        | 長者卡               | 免費 |
| 境內支付工具 | 澳門通                        | 殘疾卡               | 免費 |
| 境內支付工具 | 聚易用＋                      | 聚易用＋             | $3.0 |

### 服務時間及班距
| 服務時間                     | 服務時間   | 星期一至六  | 星期日 （含公眾假期） |
| ---------------------------- | ---------- | ----------- | --------------------- |
| 筷子基總站                   | 筷子基總站 | 06:00-00:00 | 06:00-00:00           |
| 班距                         | 尖峰       | 6-10分鐘    | 8-10分鐘              |
| 班距                         | 離峰       | 10-15分鐘   | 10-15分鐘             |
| 懸掛8號風球後1小時開出尾班車 |            |             |                       |

### 路線停站
| 32   | 筷子基 ↺ 旅遊塔 | 筷子基 ↺ 旅遊塔        | 筷子基 ↺ 旅遊塔 |
| 序號 | 循環線          | 循環線                 | 循環線          |
| 序號 | 站號            | 站名                   | 出入境口岸      |
| 1    | M26/4           | 筷子基總站             |                 |
| 2    | M10/2           | 台山街市               |                 |
| 3    | M16/2           | 提督馬路／雅廉訪       |                 |
| 4    | M98             | 高士德／連勝           |                 |
| 5    | M88             | 高士德／賈伯樂         |                 |
| 6    | M239/2          | 外港碼頭               | 外港客運碼頭    |
| 7    | M254/1          | 友誼馬路／行車天橋     |                 |
| 8    | M241            | 金蓮花廣場             |                 |
| 9    | M71             | 廈門街／澳門理工大學   |                 |
| 10   | M155            | 東方拱門               |                 |
| 11   | M157/2          | 治安警察局             |                 |
| 12   | M172/5          | 亞馬喇前地             |                 |
| 13   | M187            | 區華利前地             |                 |
| 14   | M199            | 南灣湖景大馬路         |                 |
| 15   | M178            | 立法會前地             |                 |
| 16   | M177            | 澳門旅遊塔             |                 |
| 17   | M176            | 初級法院刑事大樓       |                 |
| 18   | M181            | 燒灰爐                 |                 |
| 19   | M179            | 巴掌圍                 |                 |
| 20   | M69/2           | 葡京酒店               |                 |
| 21   | M160/2          | 十月一號前地           |                 |
| 22   | M158/2          | 北京街／假日酒店       |                 |
| 23   | M161            | 高美士／利澳           |                 |
| 24   | M70             | 澳門理工大學           |                 |
| 25   | M118/2          | 高美士／馬六甲街停車場 |                 |
| 26   | M66             | 水塘馬路               |                 |
| 27   | M61/2           | 二龍喉公園             |                 |
| 28   | M84/2           | 高士德／培正           |                 |
| 29   | M99             | 高士德／紅街市         |                 |
| 30   | M94             | 沙梨頭南街／蘭花前地   |                 |
| 31   | M108/1          | 俾若翰街／綠楊花園     |                 |
| 32   | M26/4           | 筷子基總站             |                 |

### 賽車期間路線停站
| 32   | 筷子基 ↺ 旅遊塔 | 筷子基 ↺ 旅遊塔        |
| 序號 | 循環線          | 循環線                 |
| 序號 | 站號            | 站名                   |
| 1    | M26             | 筷子基總站             |
| 2    | M10             | 台山街市               |
| 3    | M16             | 提督馬路／雅廉訪       |
| 4    | M98             | 高士德／連勝           |
| 5    | M88             | 高士德／賈伯樂         |
| 6    |                 | 綜藝館臨時站           |
| 7    | M71             | 廈門街／澳門理工大學   |
| 8    | M155            | 東方拱門               |
| 9    | M157            | 治安警察局             |
| 10   | M172            | 亞馬喇前地             |
| 11   | M187            | 區華利前地             |
| 12   | M199            | 南灣湖景大馬路         |
| 13   | M178            | 立法會前地             |
| 14   | M177            | 澳門旅遊塔             |
| 15   | M176            | 初級法院刑事大樓       |
| 16   | M181            | 燒灰爐                 |
| 17   | M179            | 巴掌圍                 |
| 18   | M167            | 南灣大馬路／時代       |
| 19   | M168            | 八角亭                 |
| 20   | M202            | 南光大廈               |
| 21   | M161            | 高美士／利澳           |
| 22   | M70             | 澳門理工大學           |
| 23   | M118            | 高美士／馬六甲街停車場 |
| 24   | M66             | 水塘馬路               |
| 25   | M61             | 二龍喉公園             |
| 26   | M84             | 高士德／培正           |
| 27   | M99             | 高士德／紅街市         |
| 28   | M94             | 沙梨頭南街／蘭花前地   |
| 29   | M108            | 俾若翰街／綠楊花園     |
| 30   | M26             | 筷子基總站             |

- 粗體字為大賽車期間臨時停靠站點

## 客量
根據2020年公報，本線在2019年度共開出50,872班，乘車人次為5,192,604人次，平均每班接載102.1人次。

## 圖片集

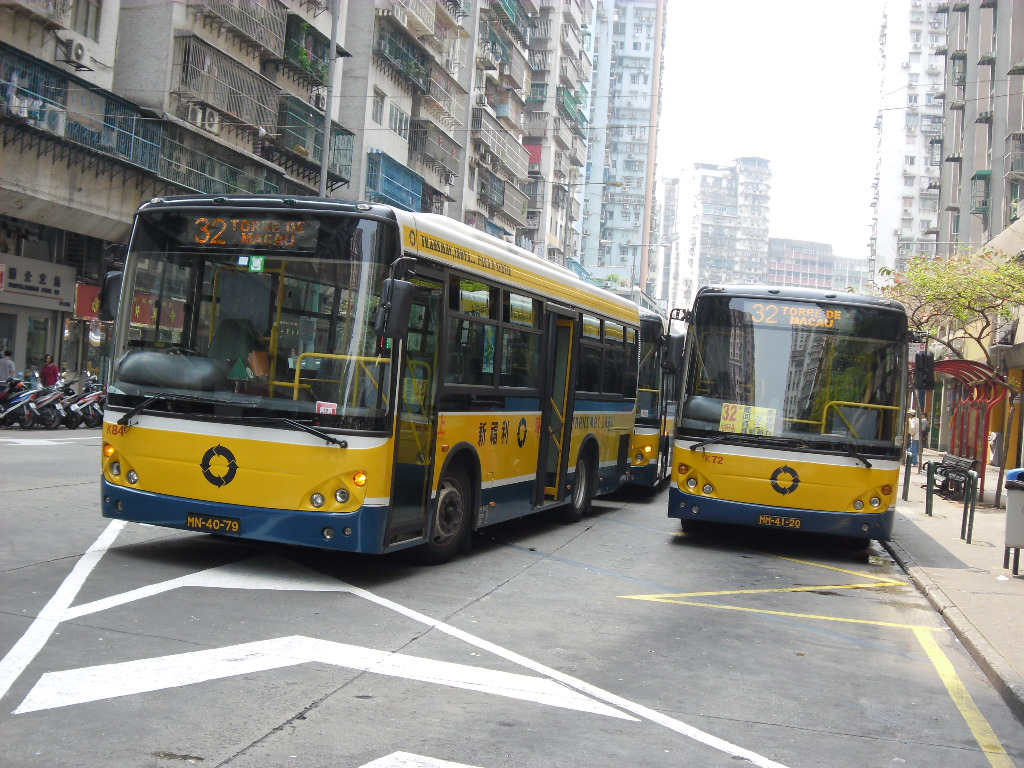
蘇州金龍KLQ6930G
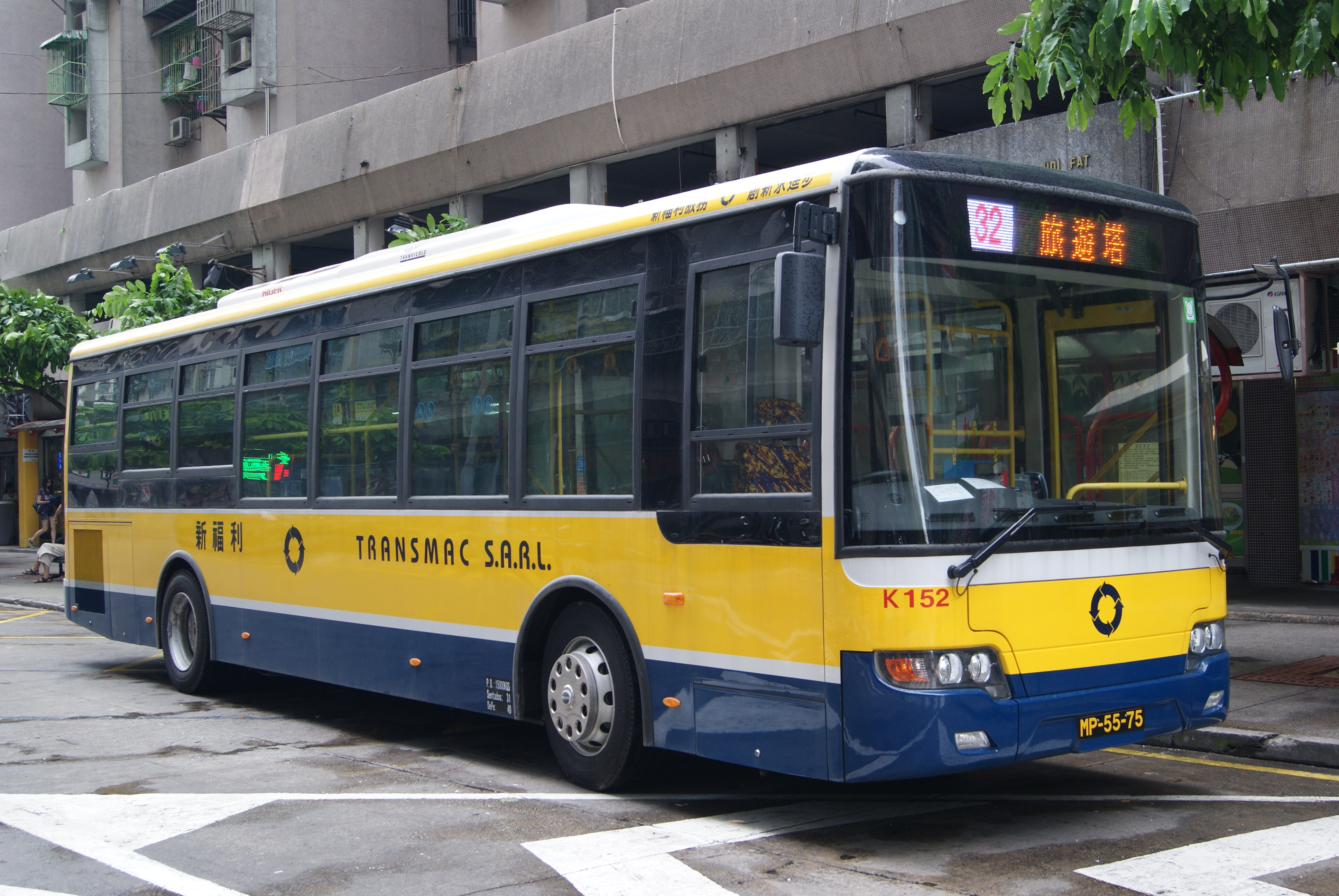
蘇州金龍KLQ6108GQ30
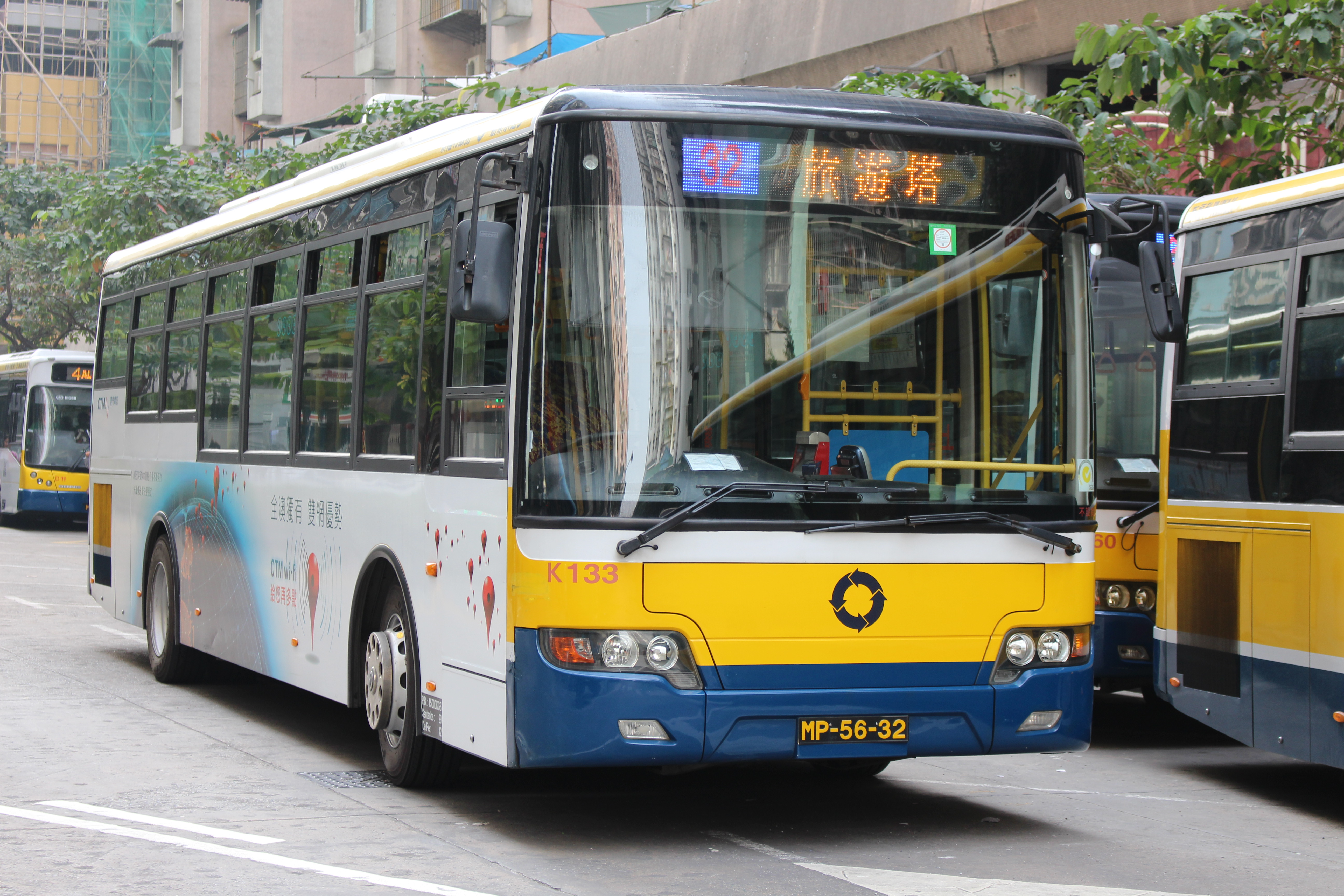
蘇州金龍KLQ6108GQ30
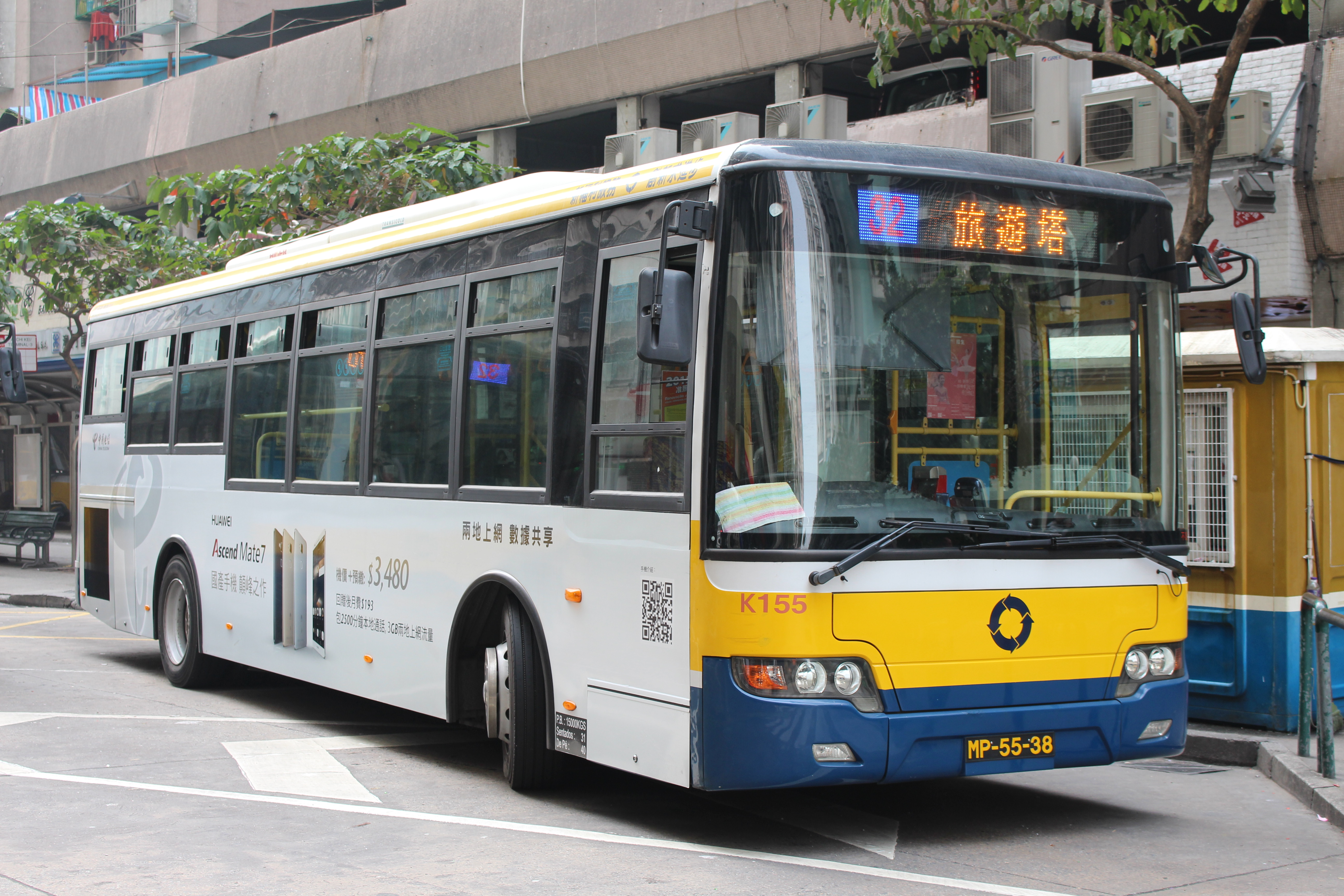
蘇州金龍KLQ6108GQ30
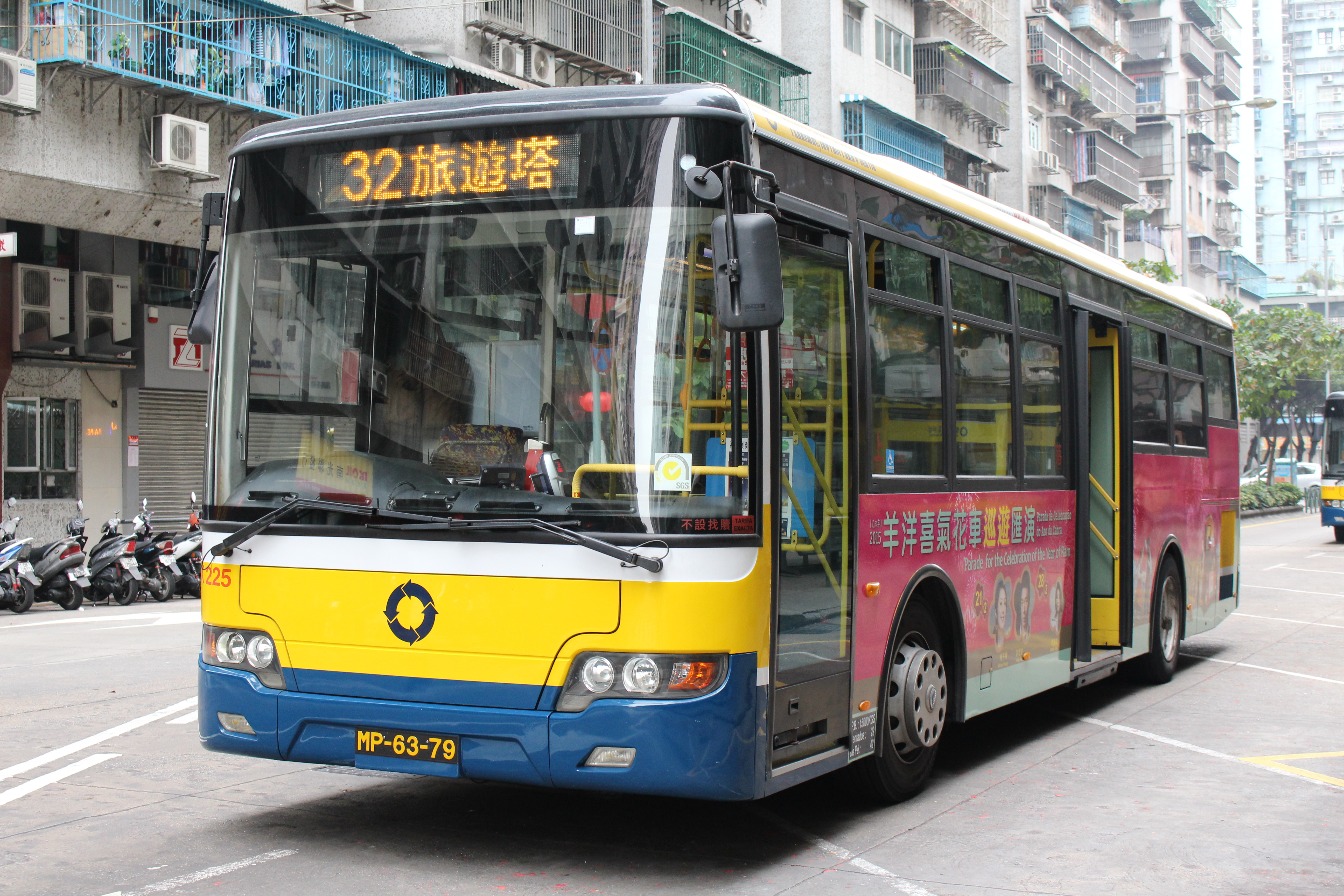
蘇州金龍KLQ6108GQ28
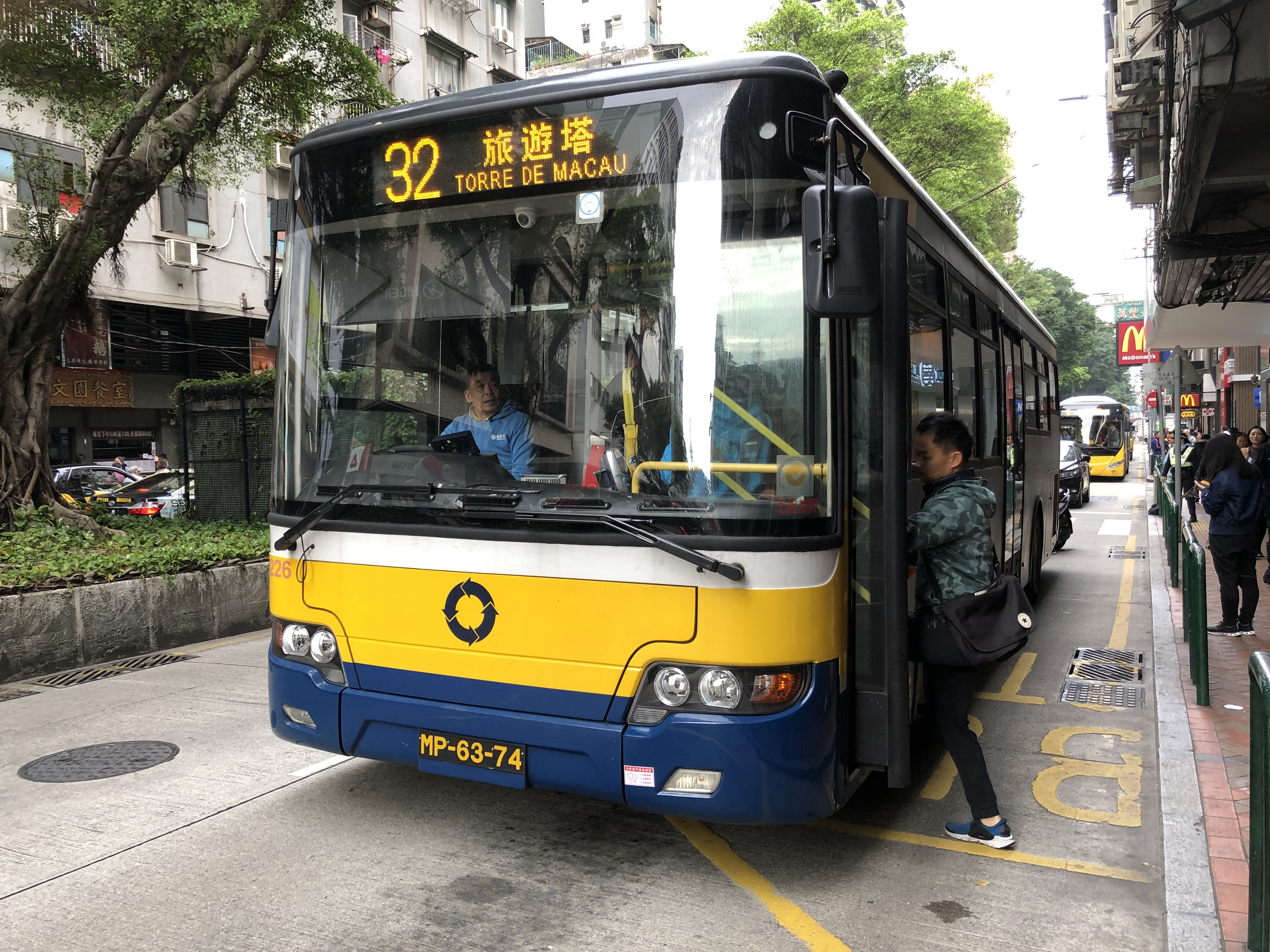
蘇州金龍KLQ6108GQ28
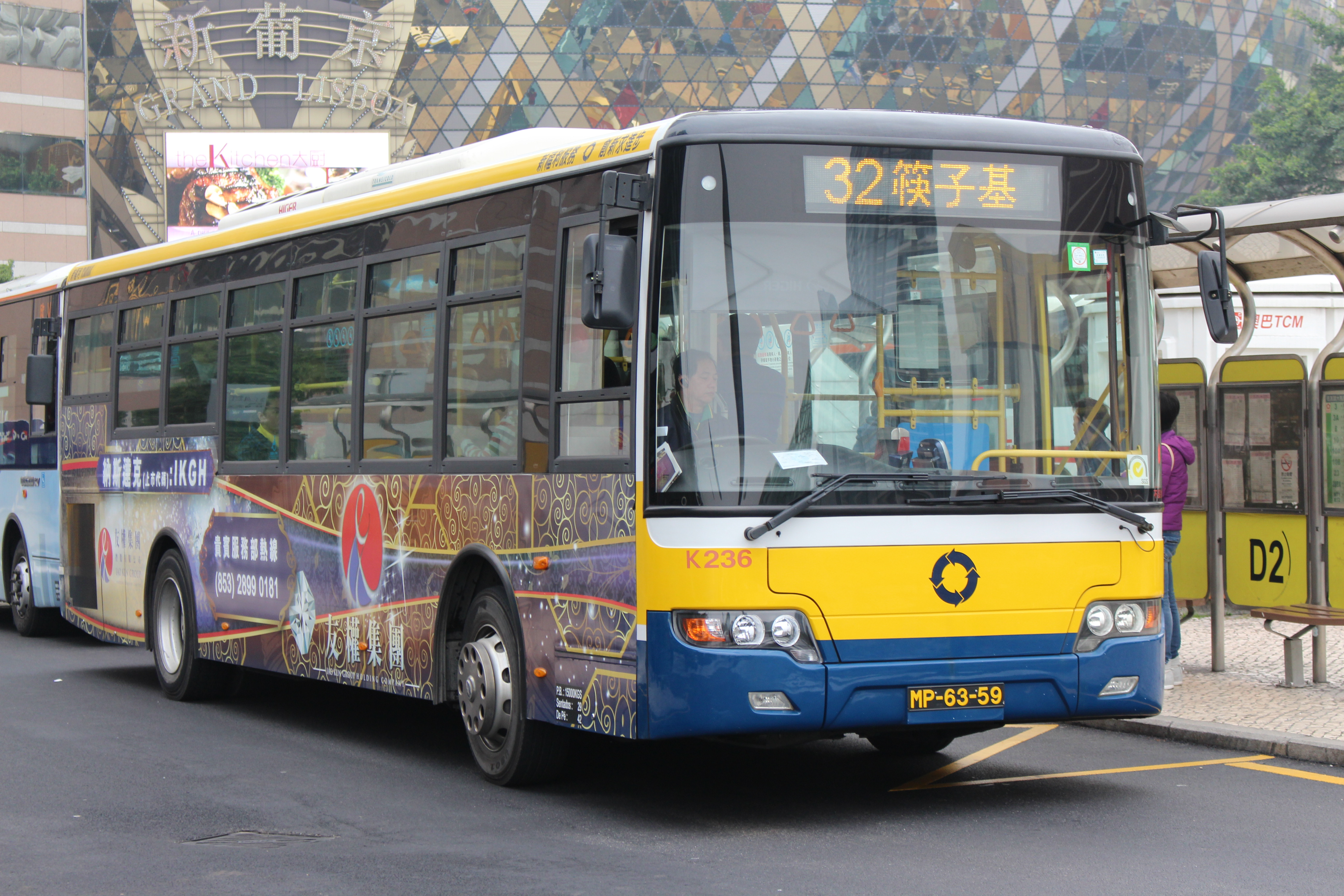
蘇州金龍KLQ6108GQ28
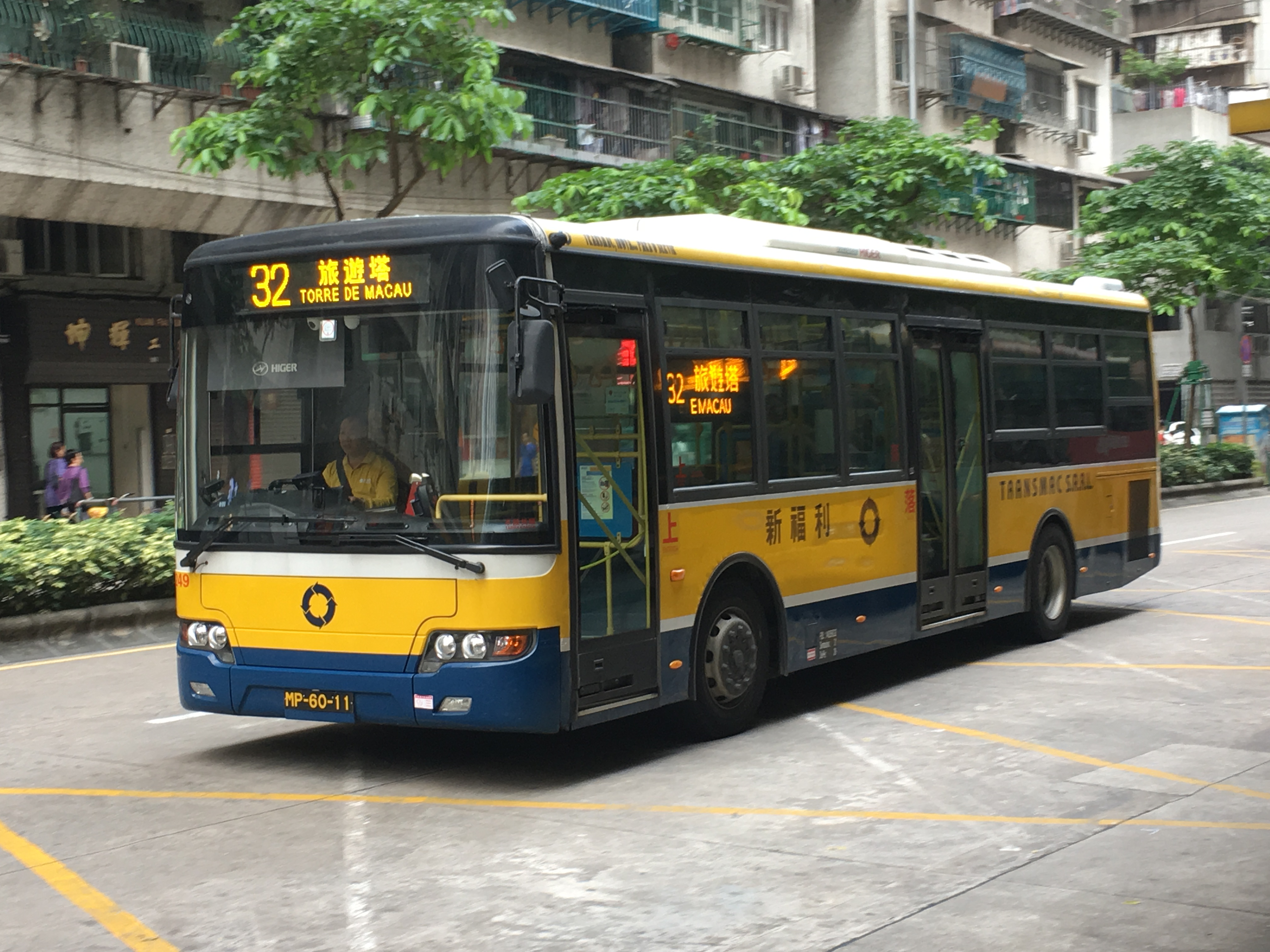
蘇州金龍KLQ6108GQ30
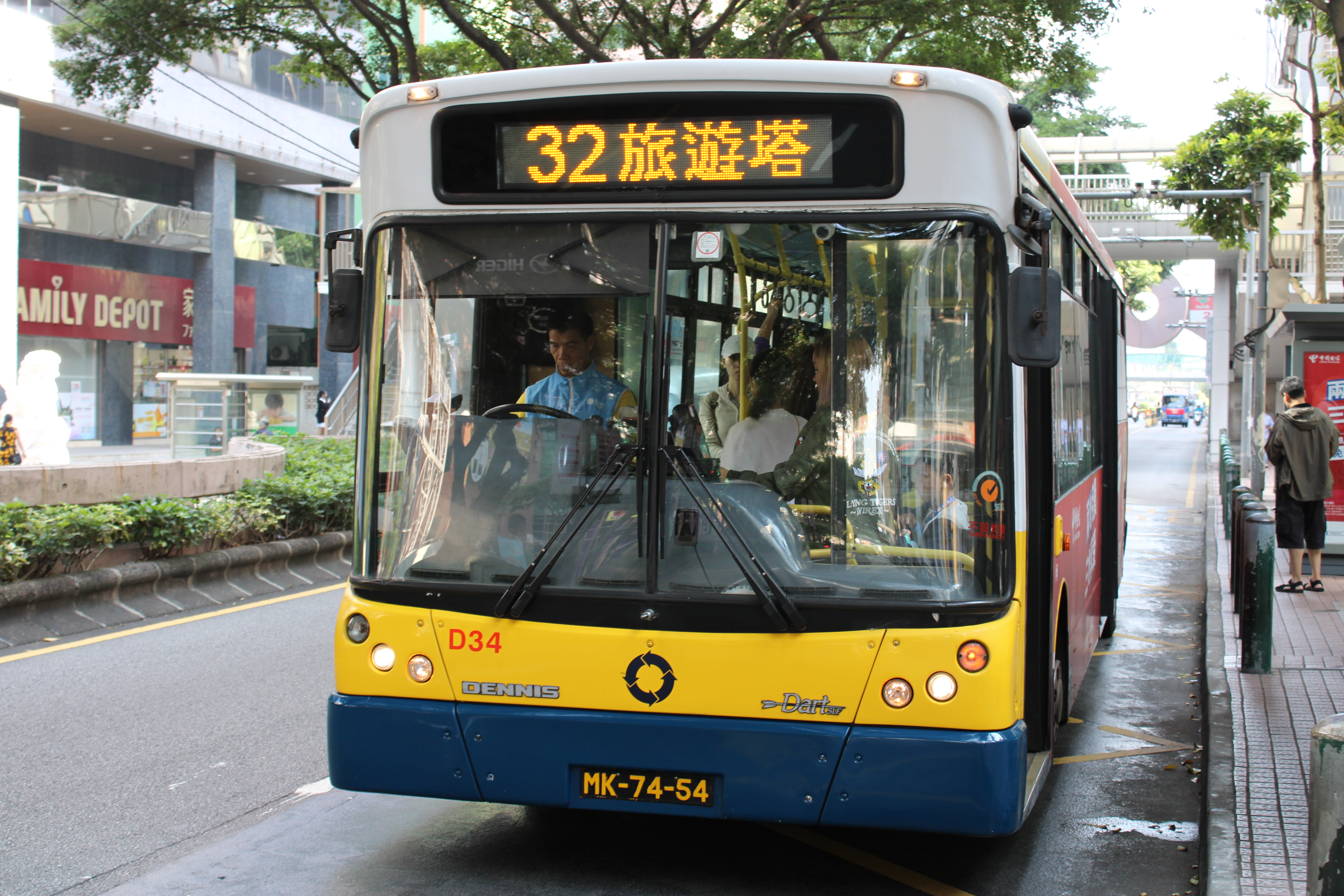
丹尼士飛鏢SLF
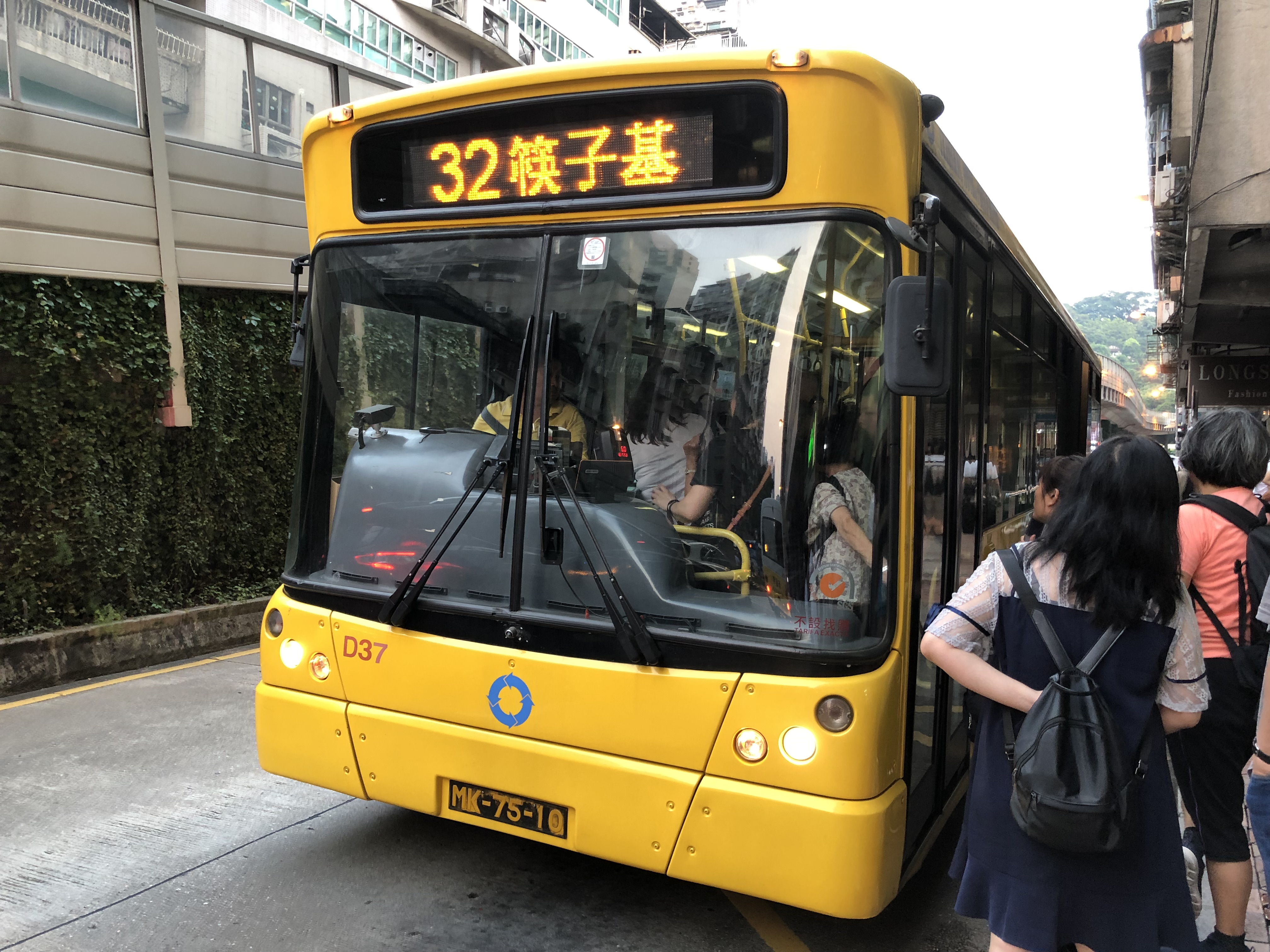
丹尼士飛鏢SLF
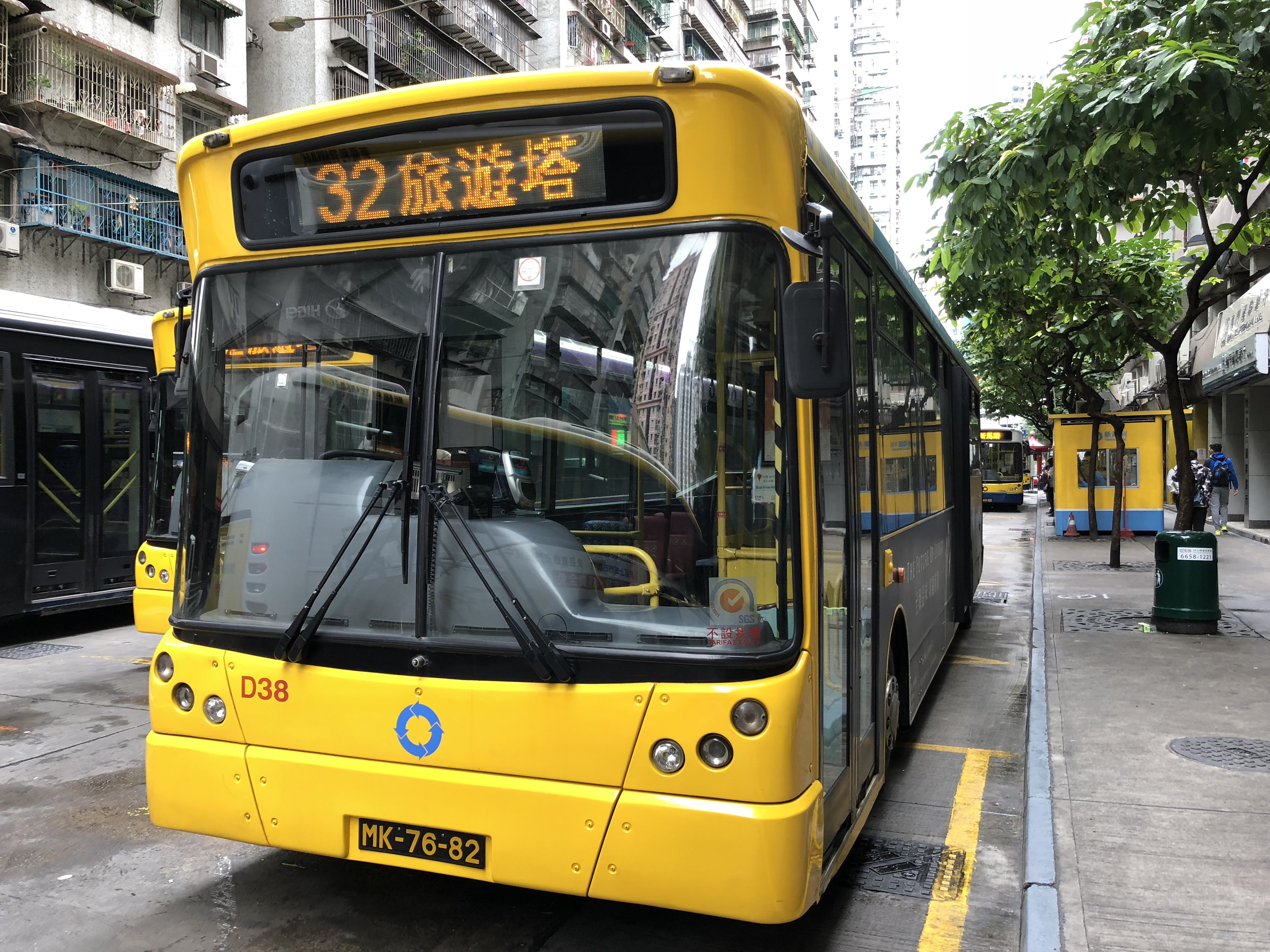
丹尼士飛鏢SLF
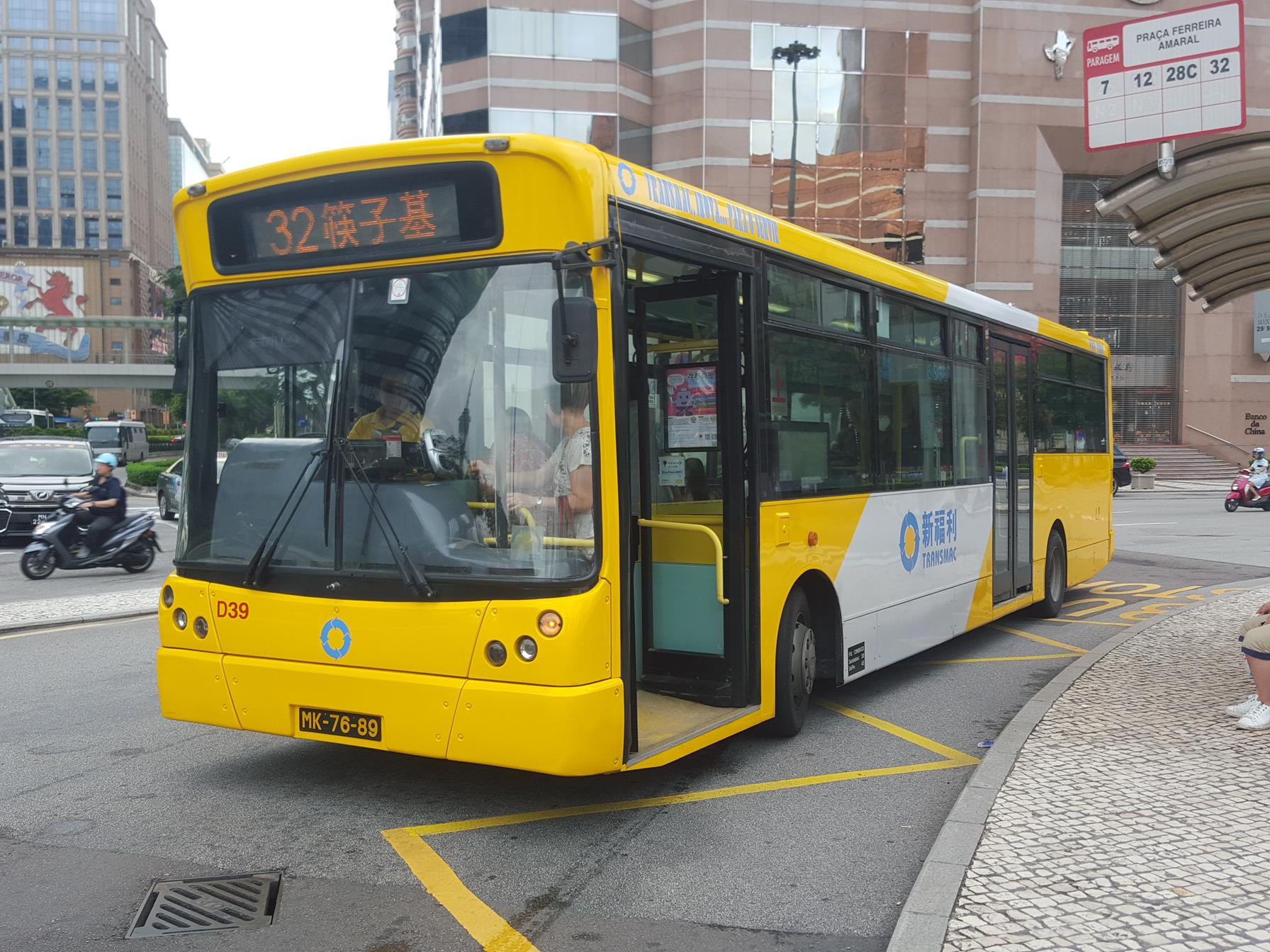
丹尼士飛鏢SLF
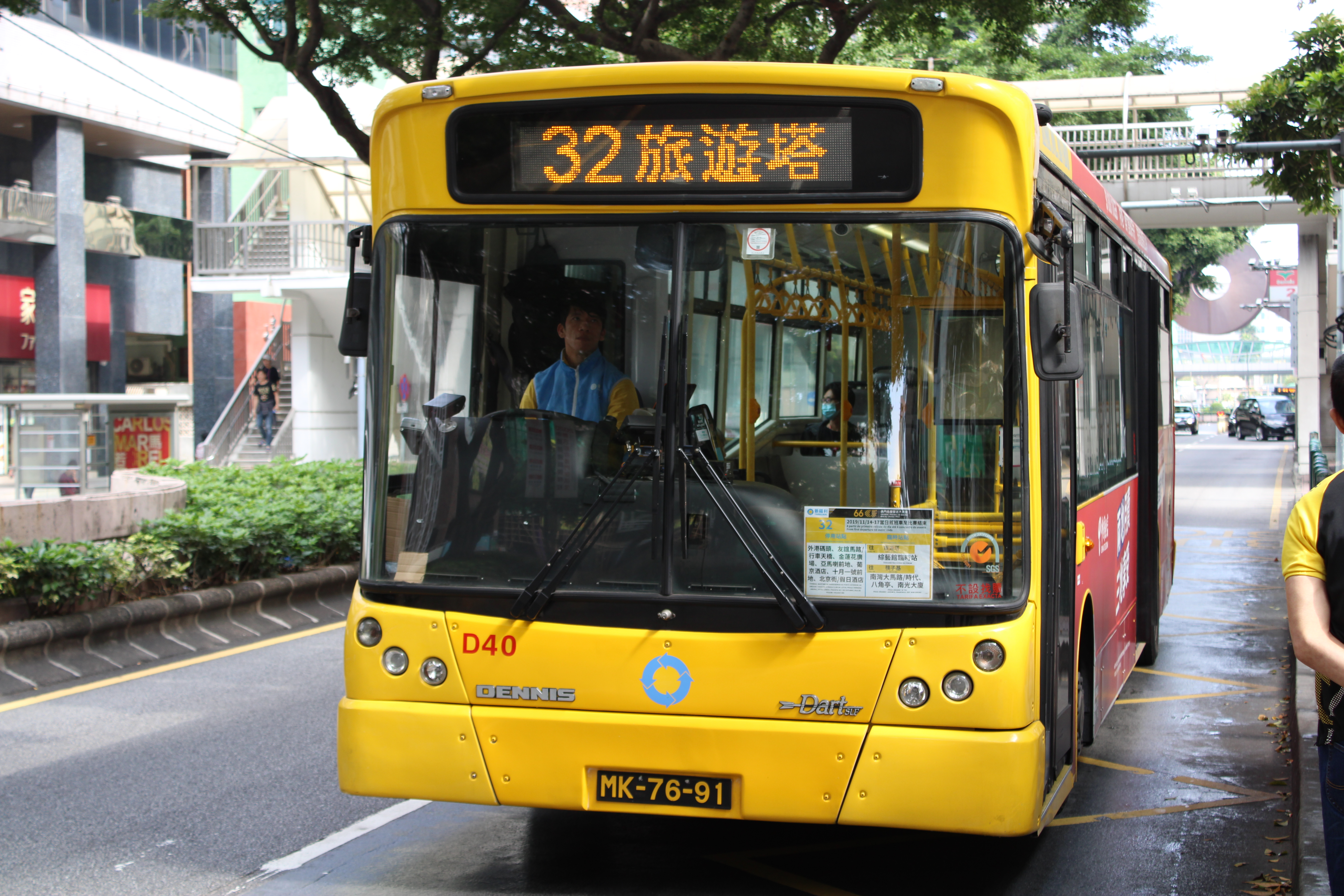
丹尼士飛鏢SLF
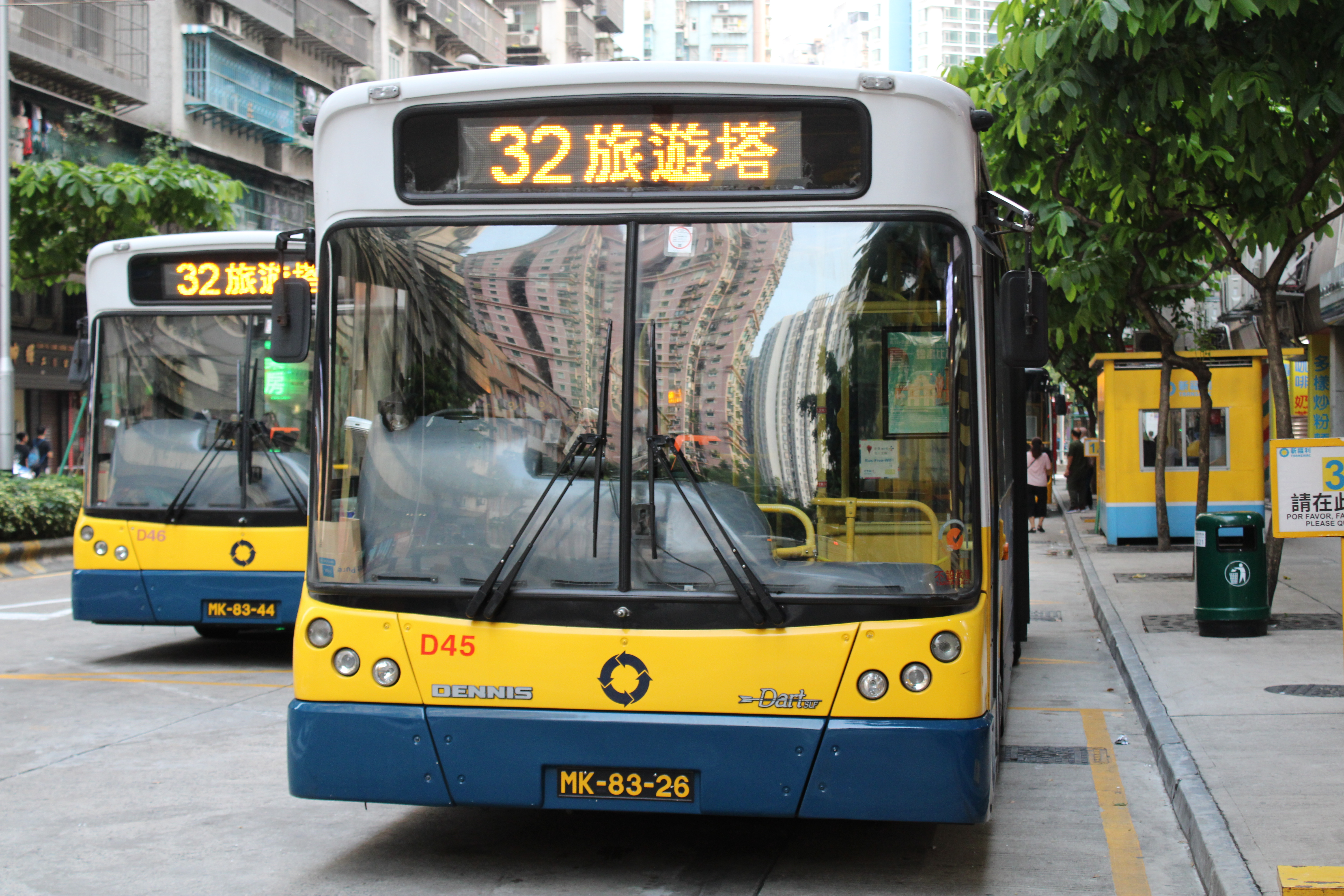
丹尼士飛鏢SLF
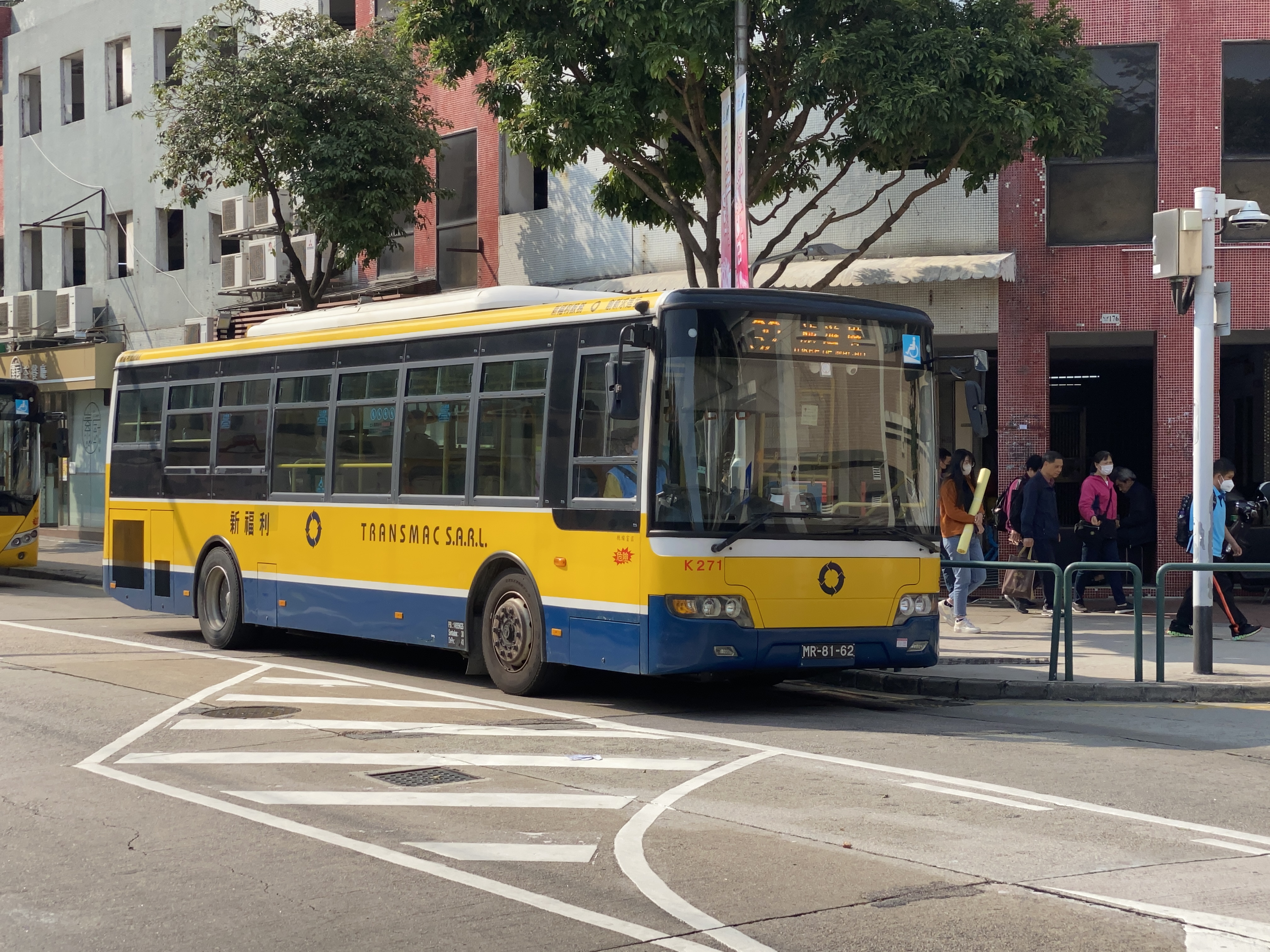
蘇州金龍KLQ6108GQ28E4
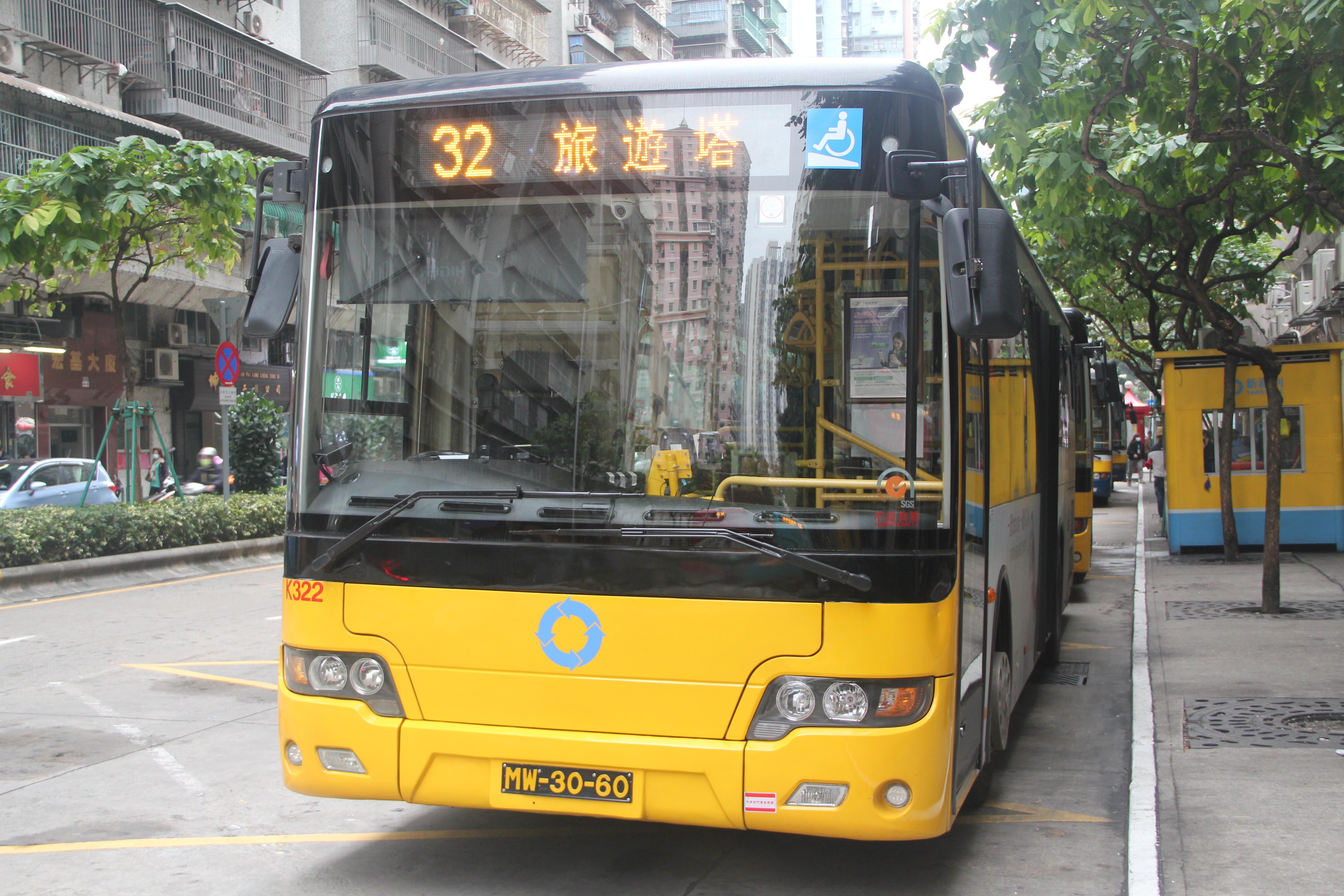
蘇州金龍KLQ6108GQ28E4
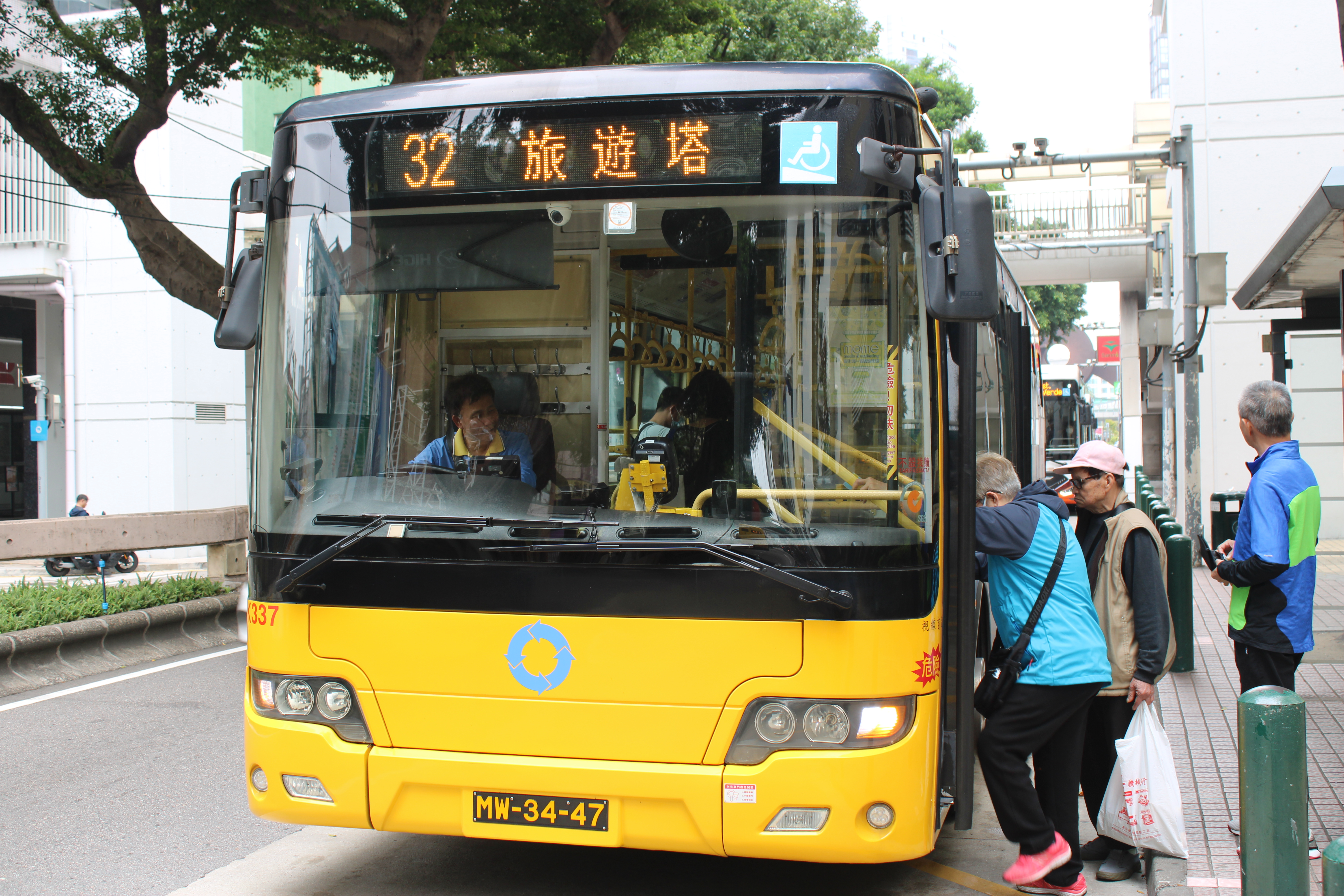
蘇州金龍KLQ6108GQ28E4
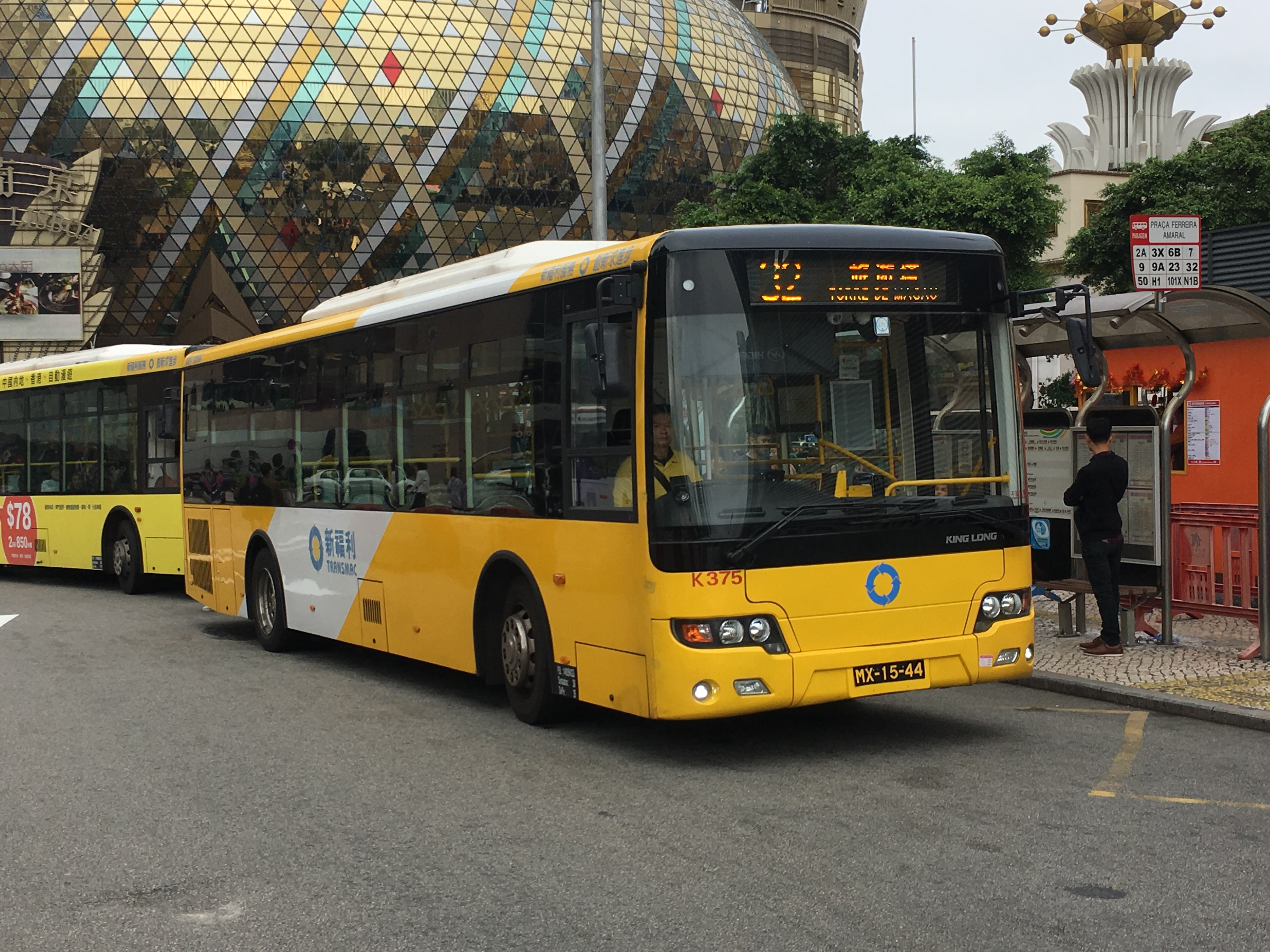
蘇州金龍KLQ6108GQE5
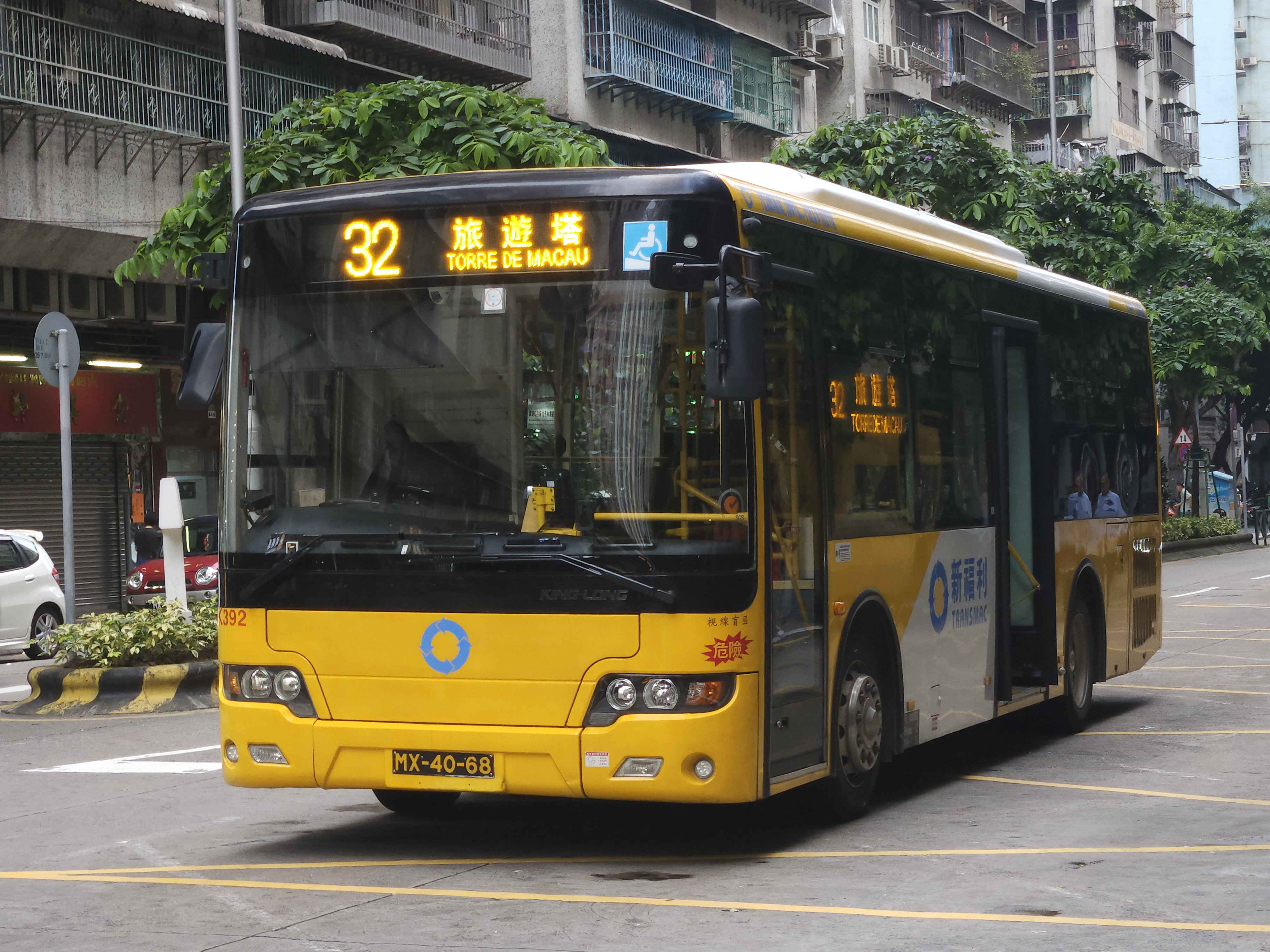
蘇州金龍KLQ6960GQE5
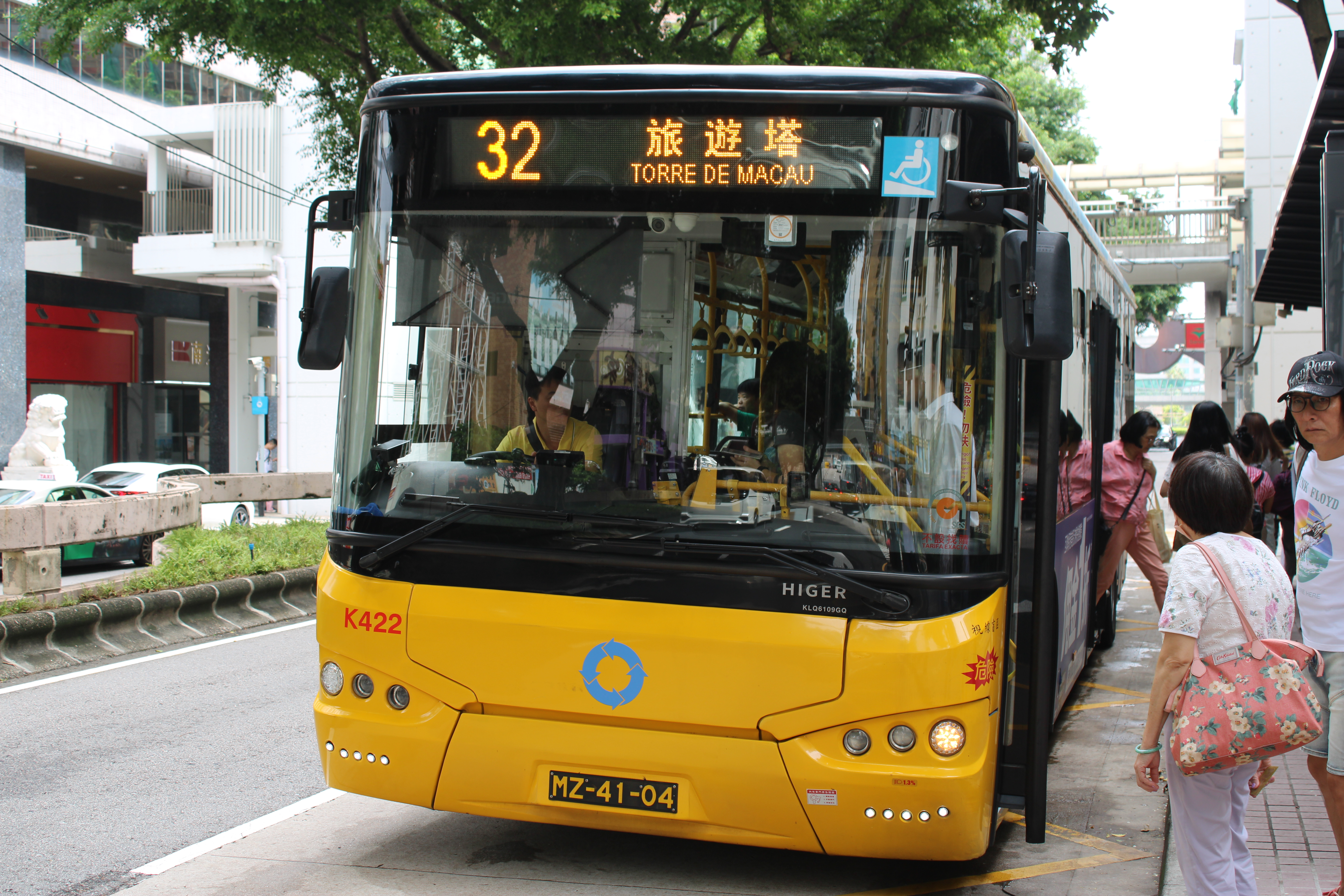
蘇州金龍KLQ6109GQ
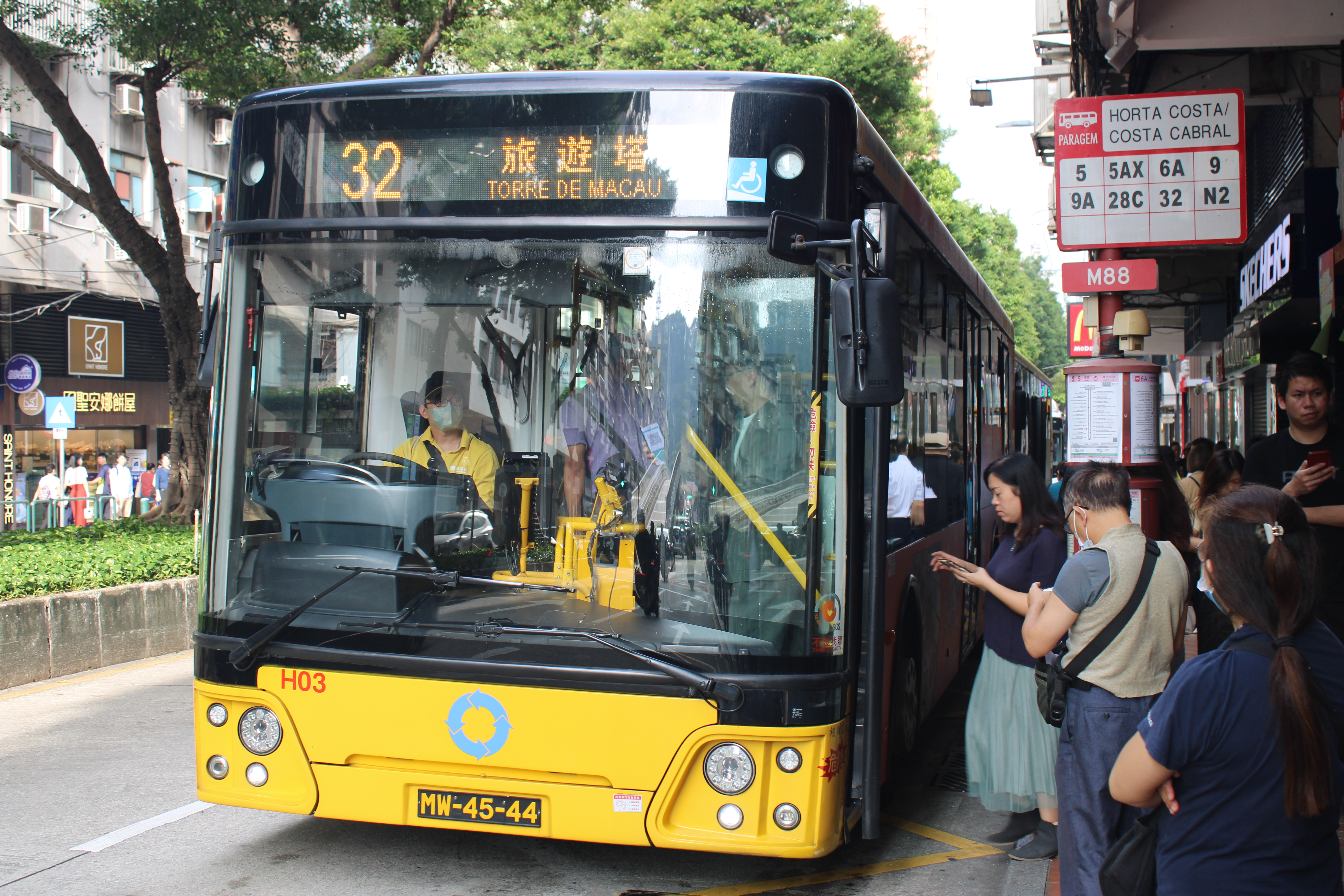
蘇州金龍KLQ6115GQ
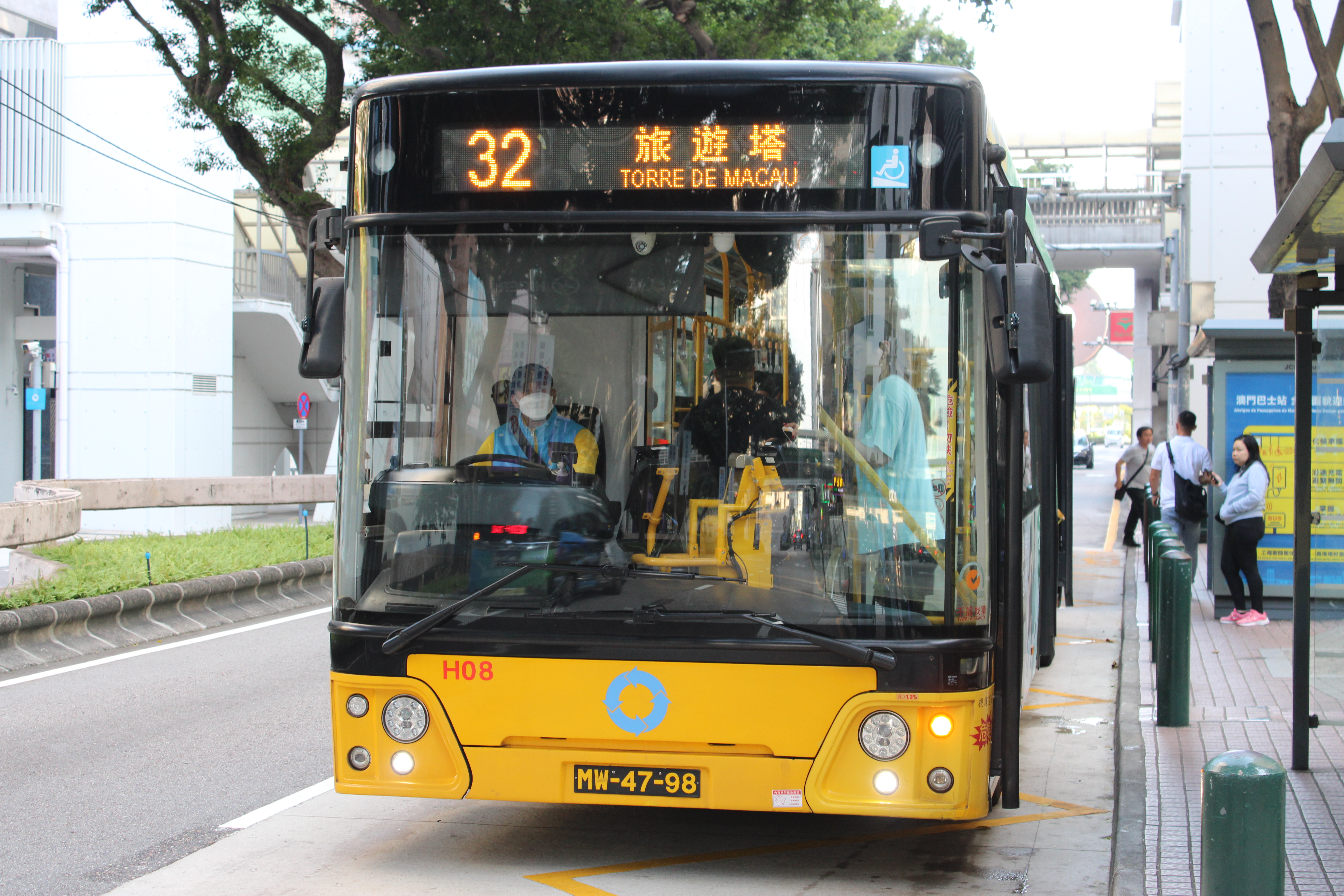
蘇州金龍KLQ6115GQ
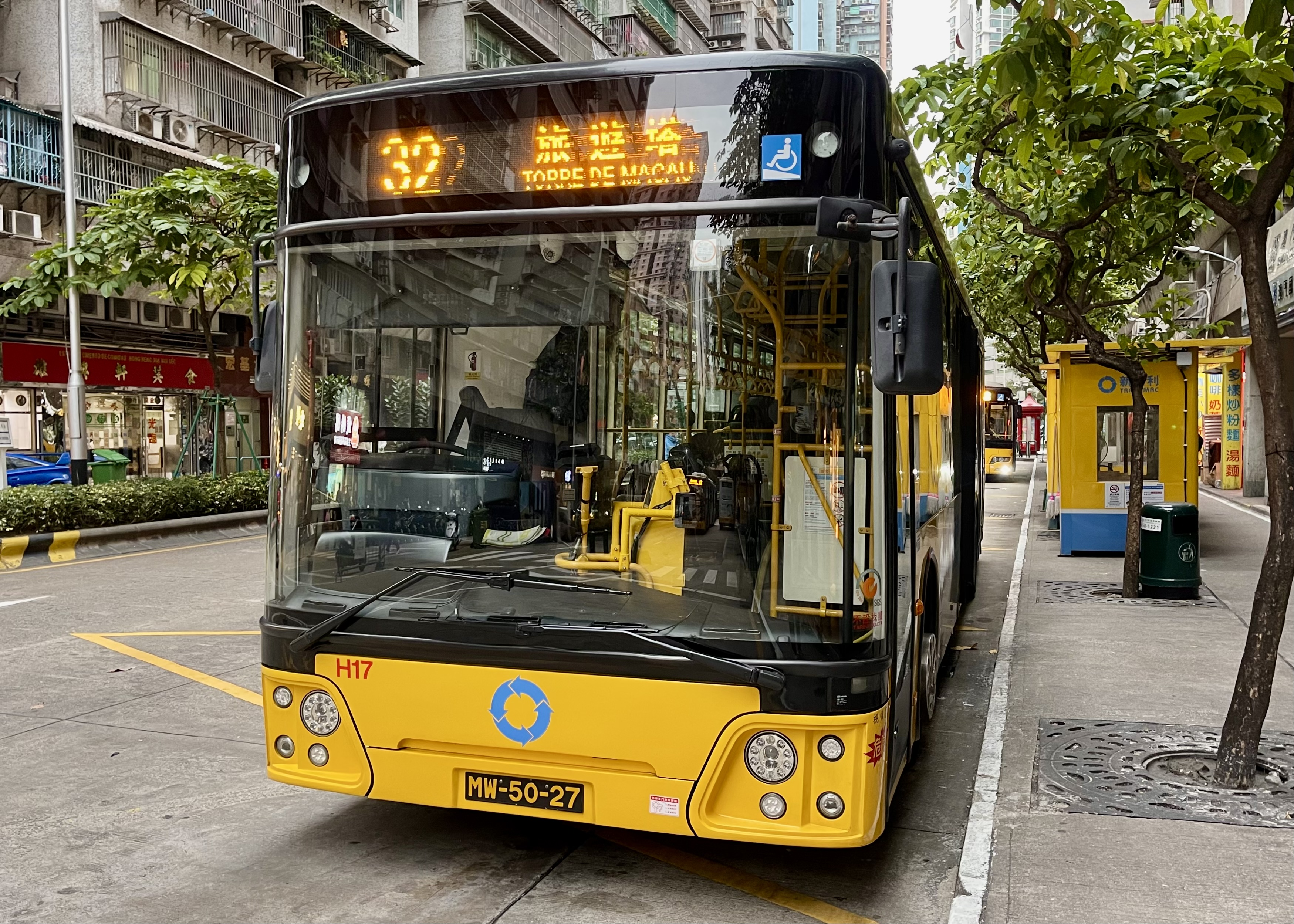
蘇州金龍KLQ6115GQ
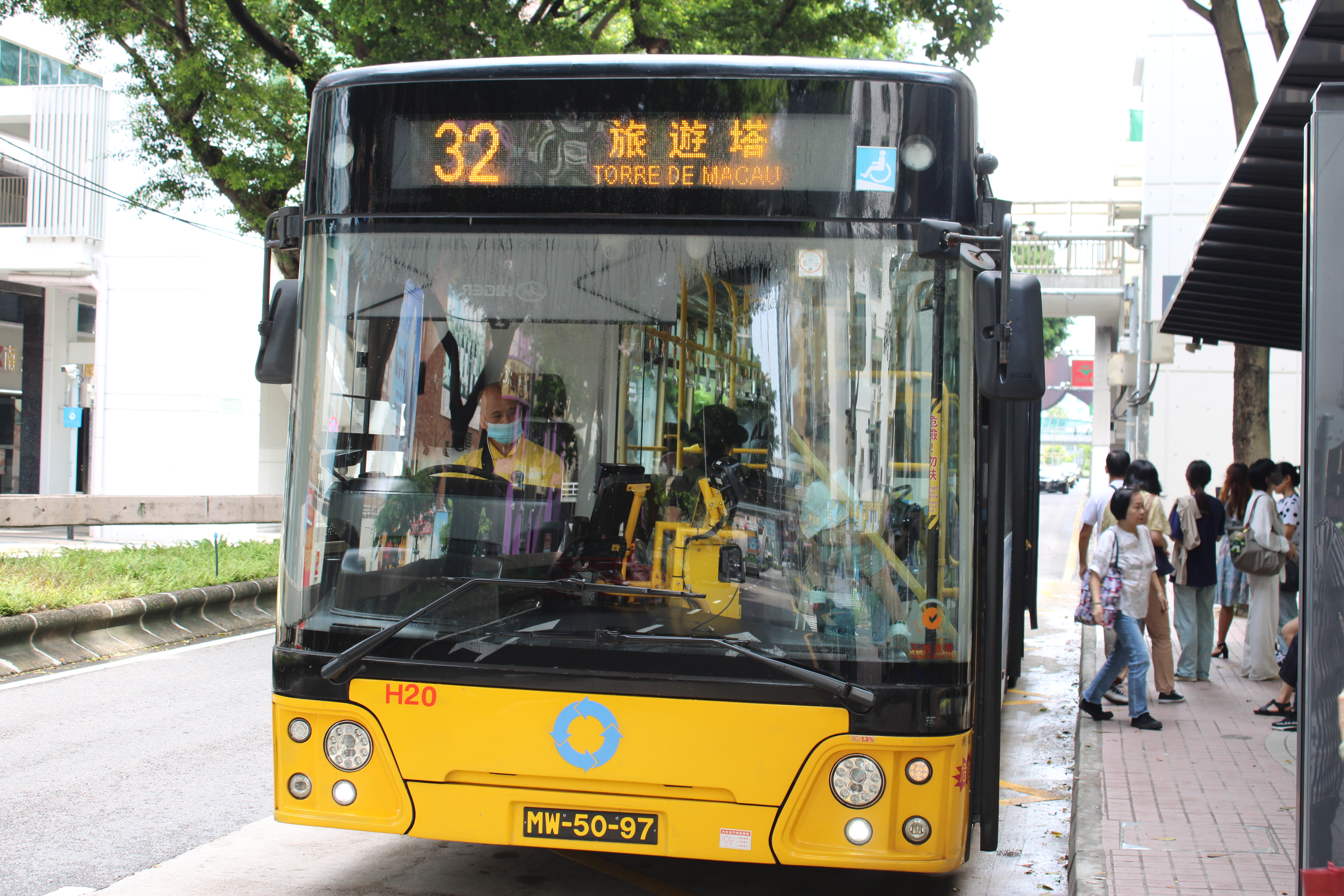
蘇州金龍KLQ6115GQ
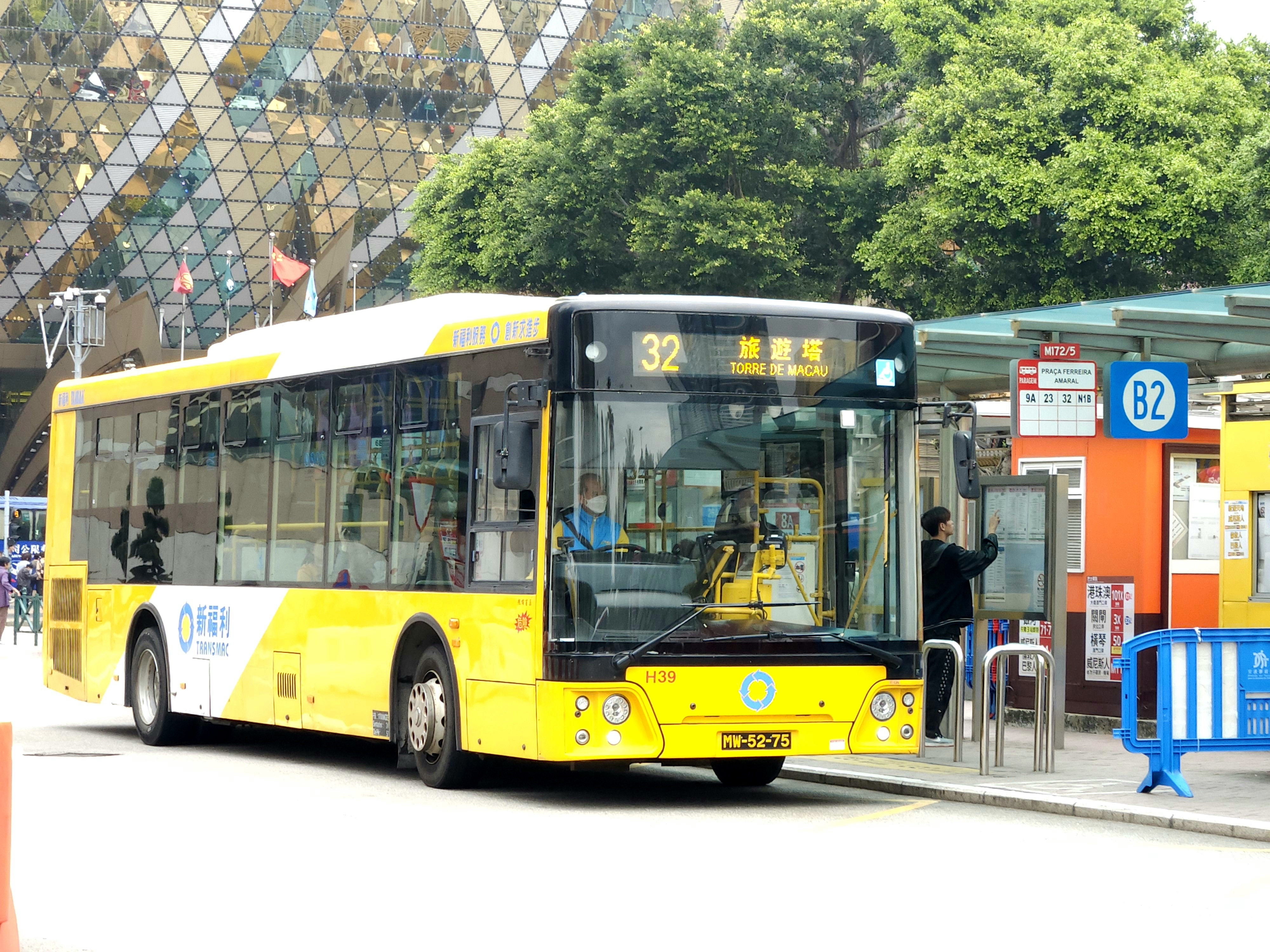
蘇州金龍KLQ6115GQ
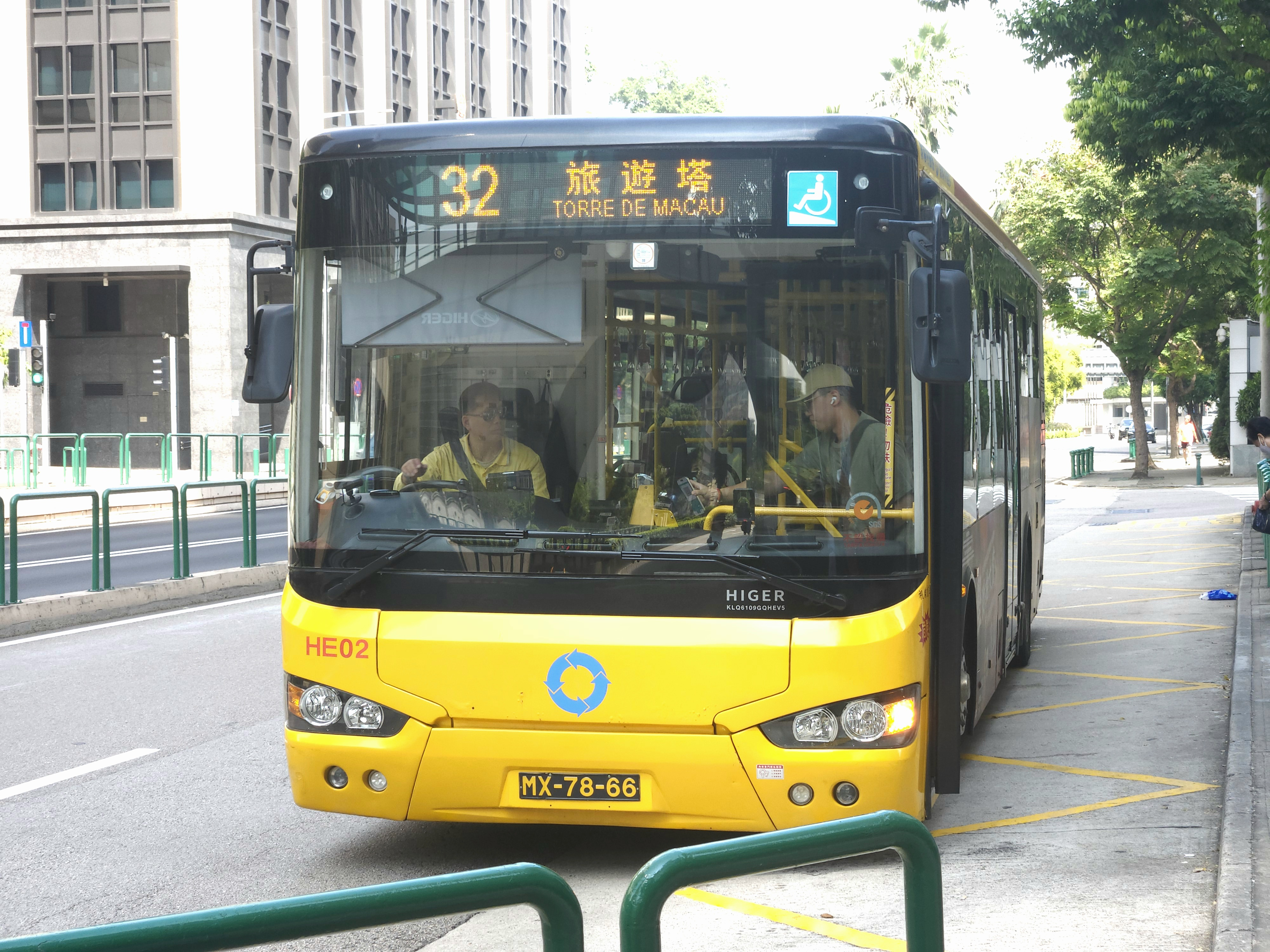
蘇州金龍KLQ6109GQHEV5
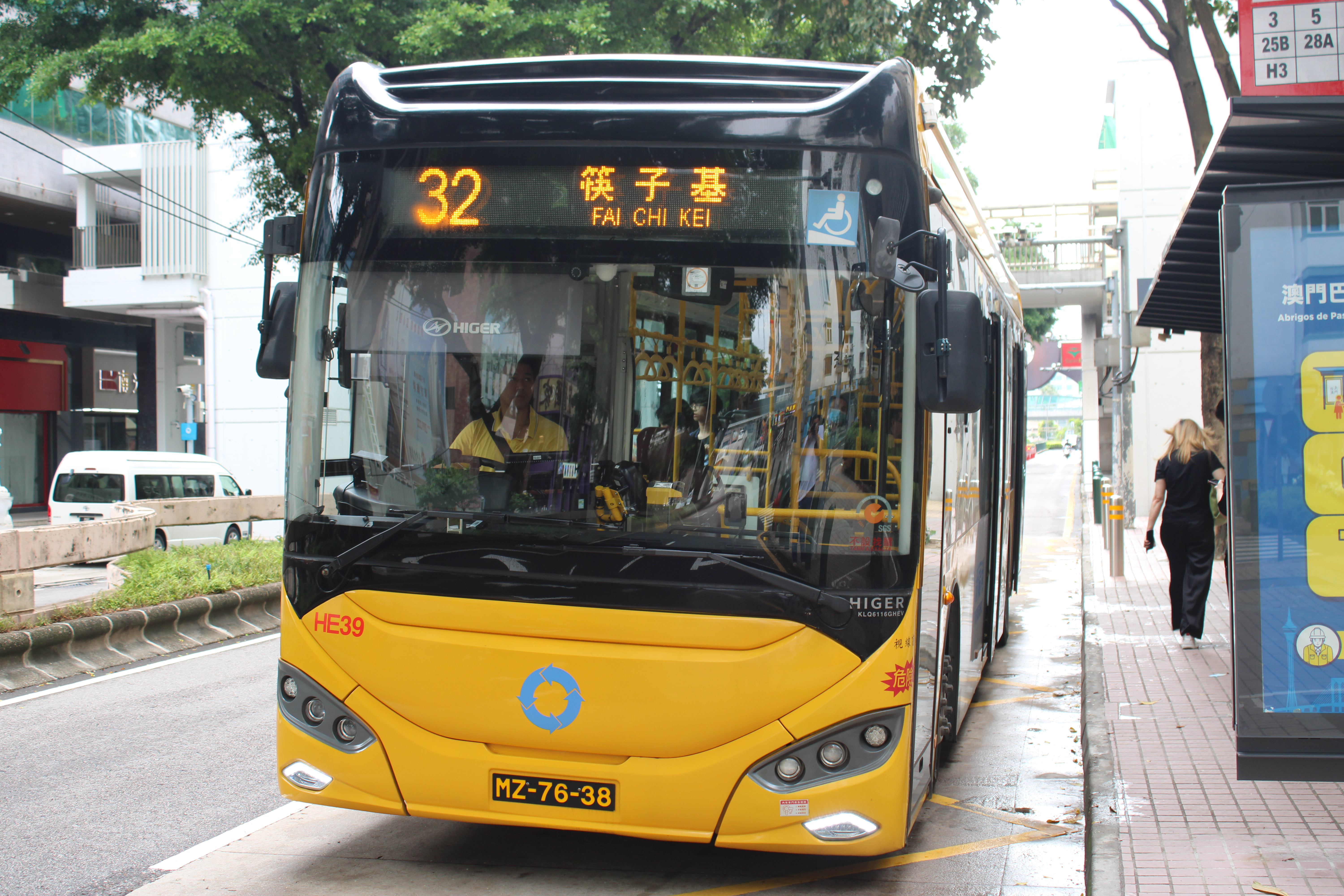
蘇州金龍KLQ6116GHEV
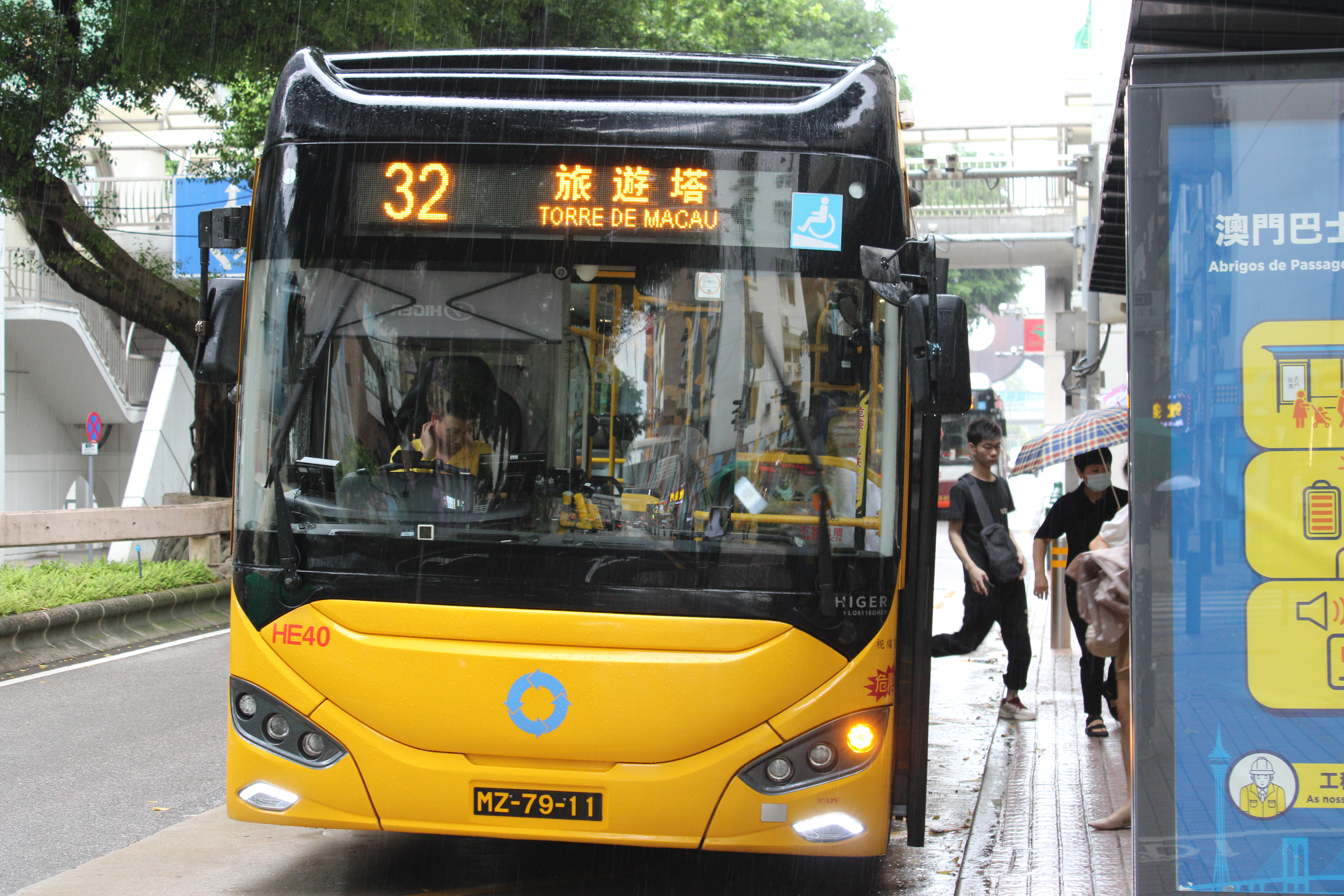
蘇州金龍KLQ6116GHEV
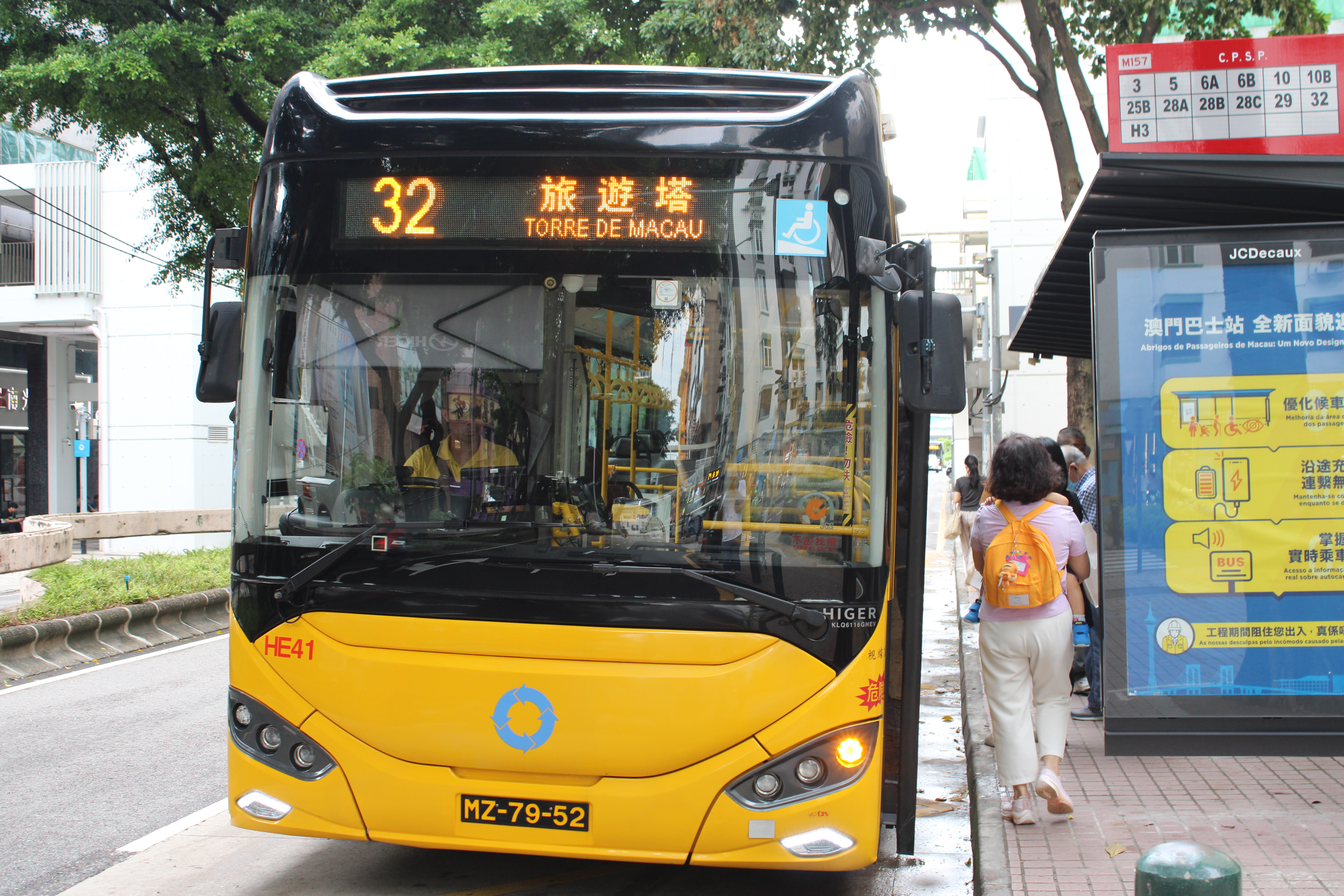
蘇州金龍KLQ6116GHEV
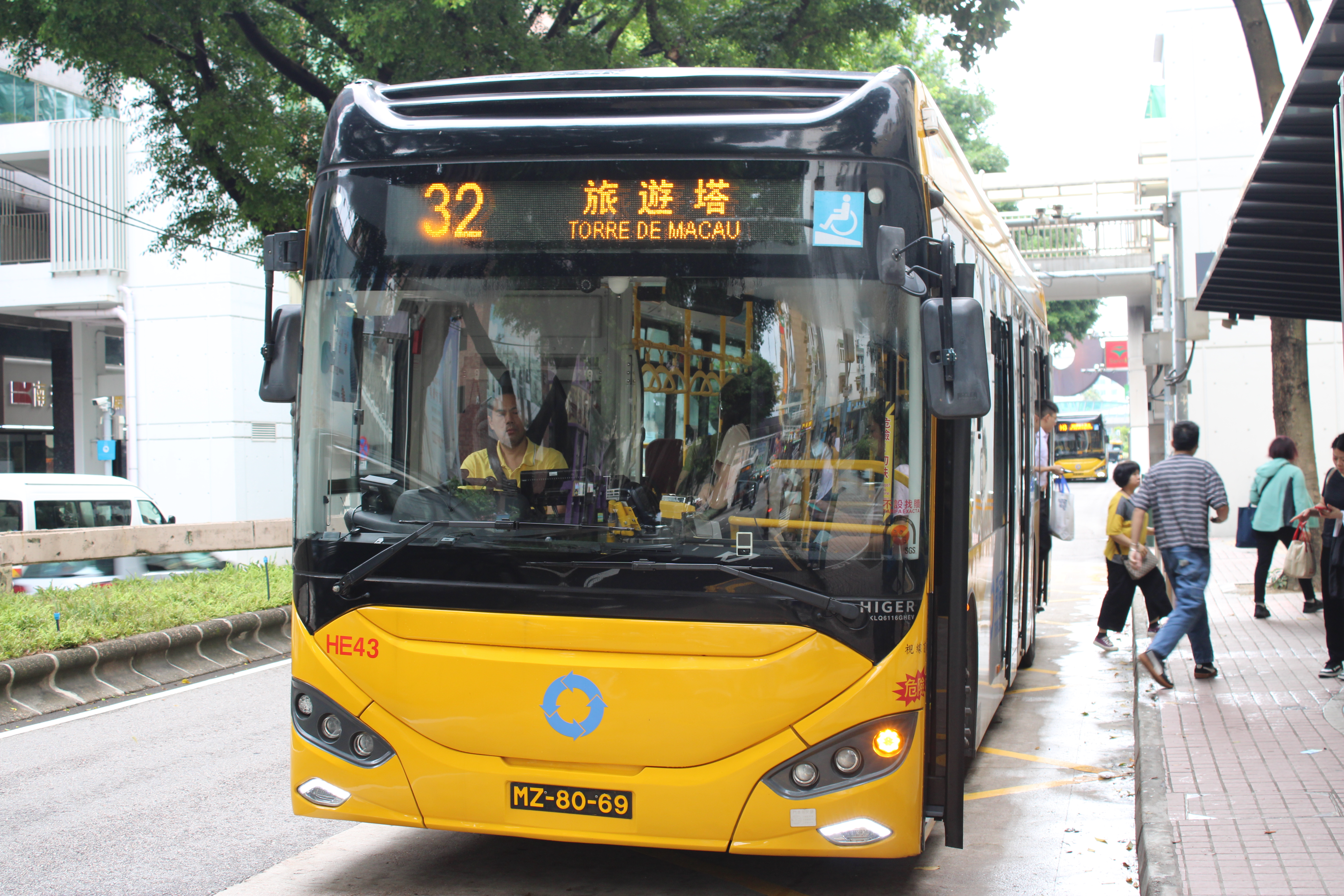
蘇州金龍KLQ6116GHEV
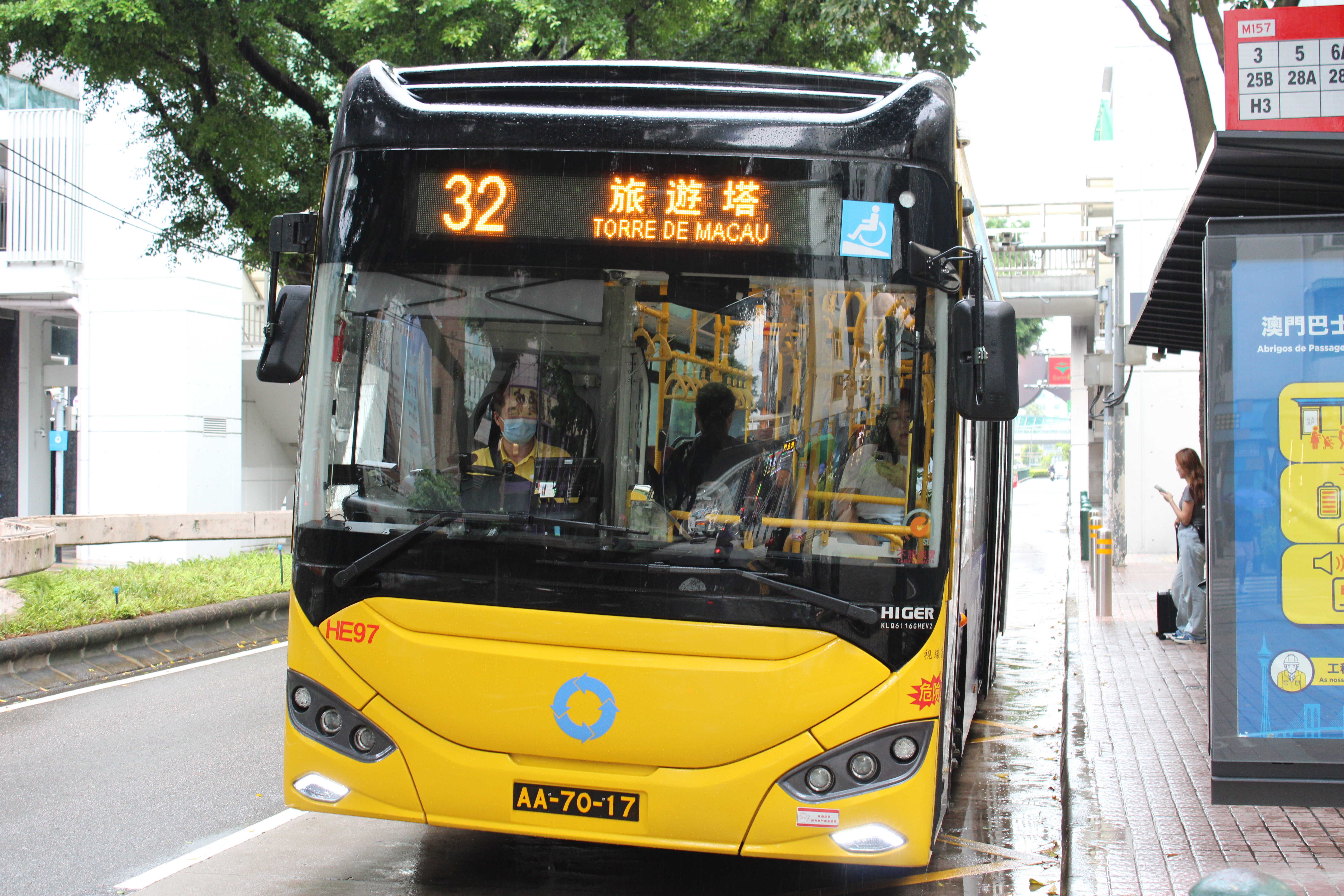
蘇州金龍KLQ6116GHEV2
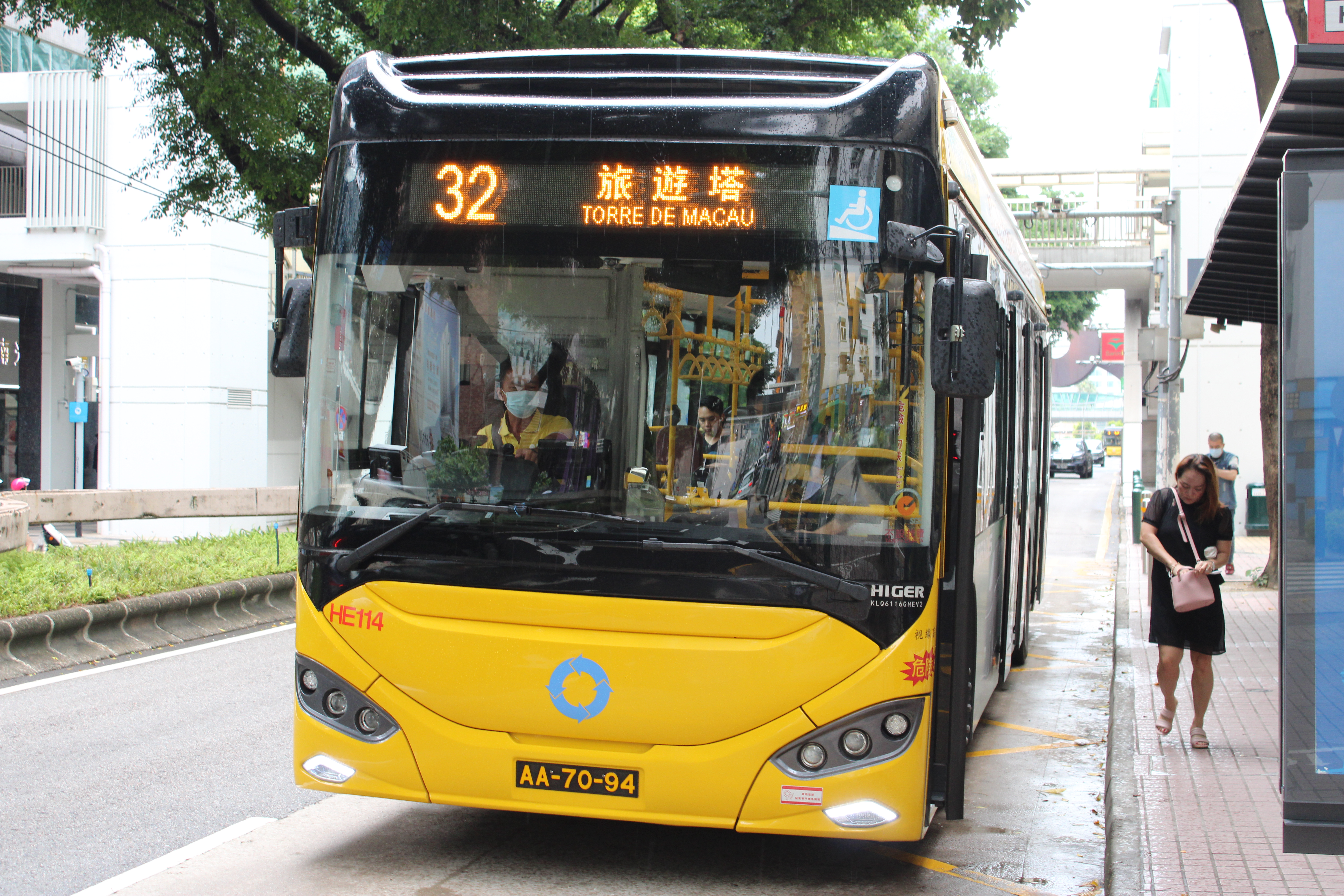
蘇州金龍KLQ6116GHEV2
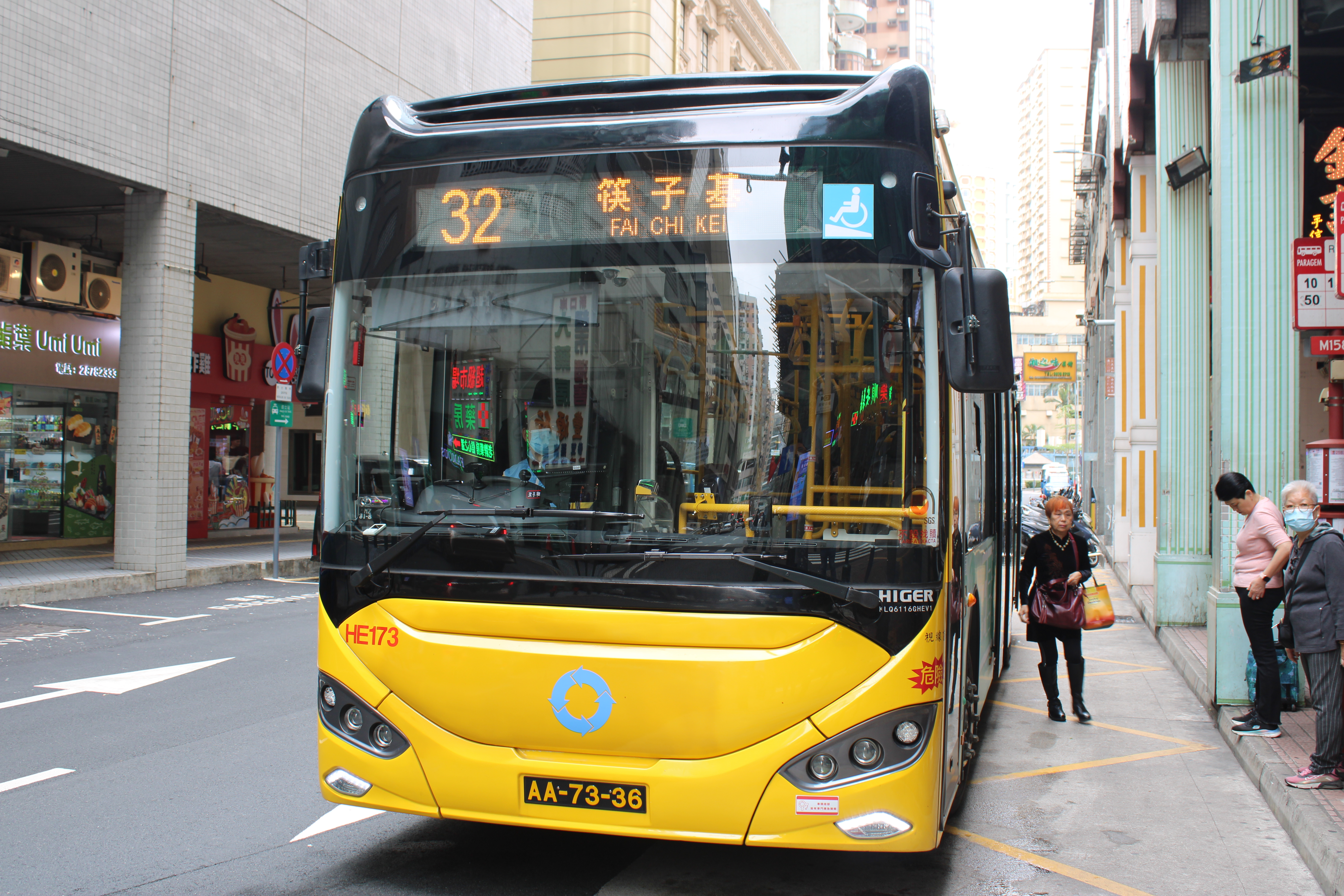
蘇州金龍KLQ6116GHEV1
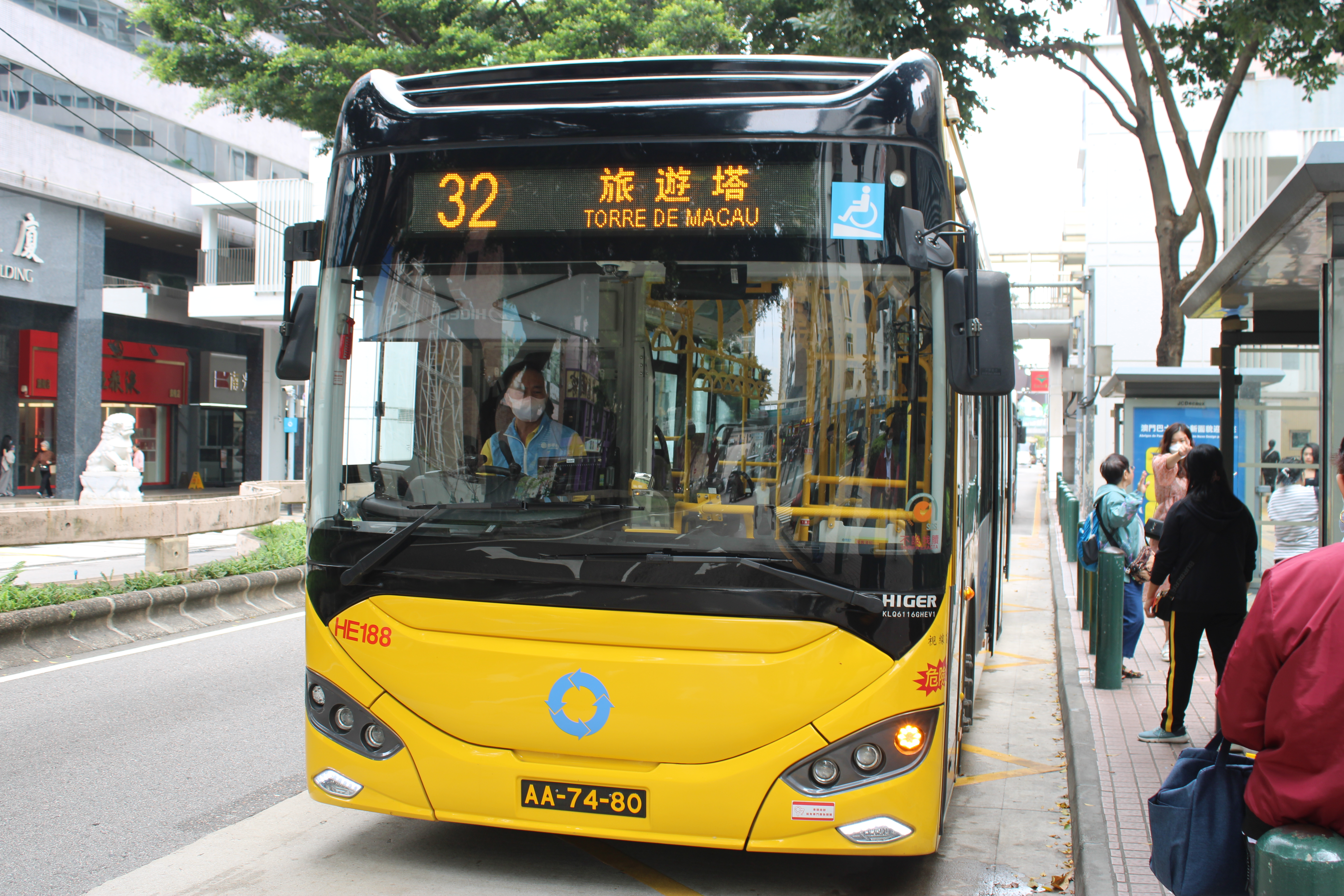
蘇州金龍KLQ6116GHEV1
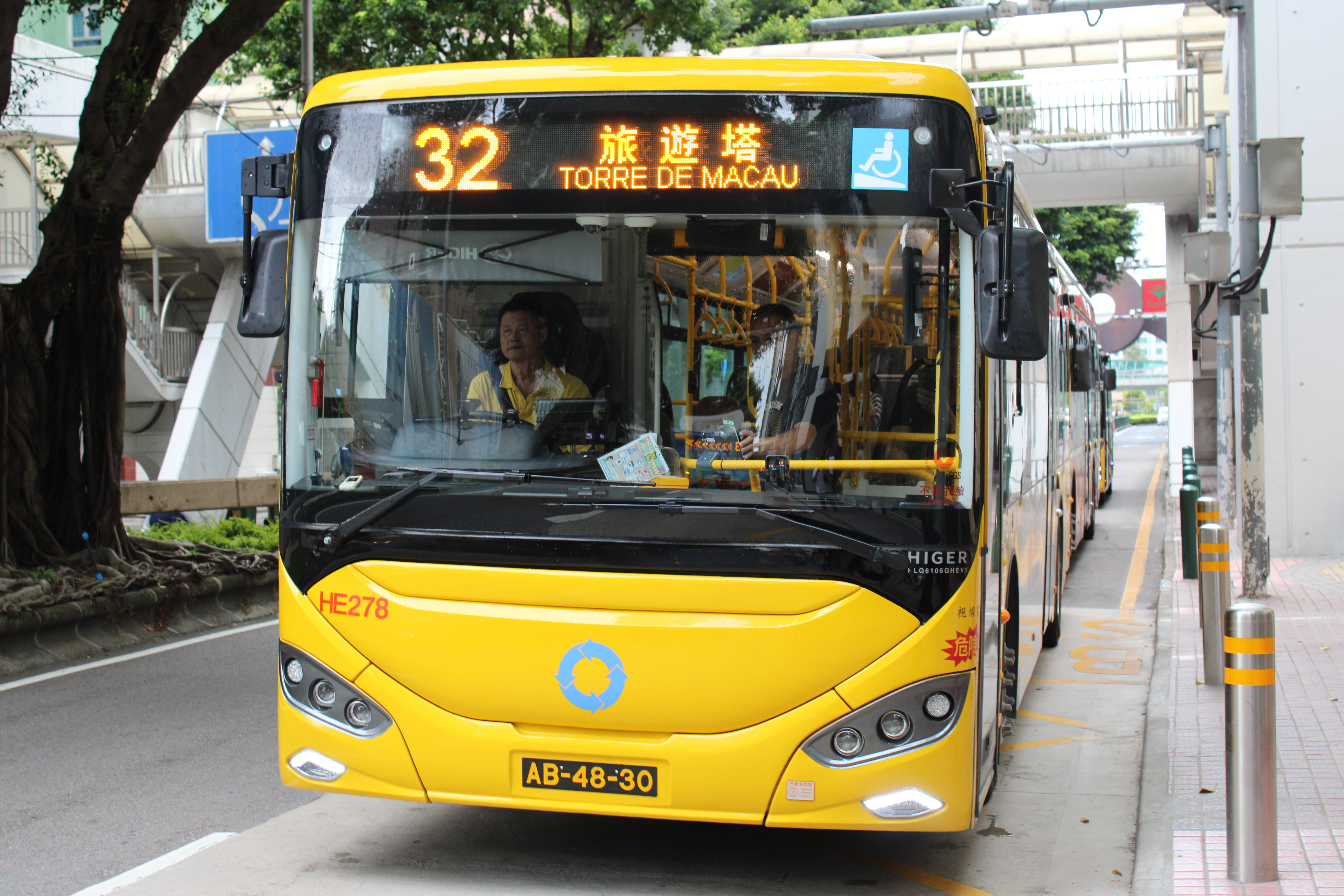
蘇州金龍KLQ6106GHEV1
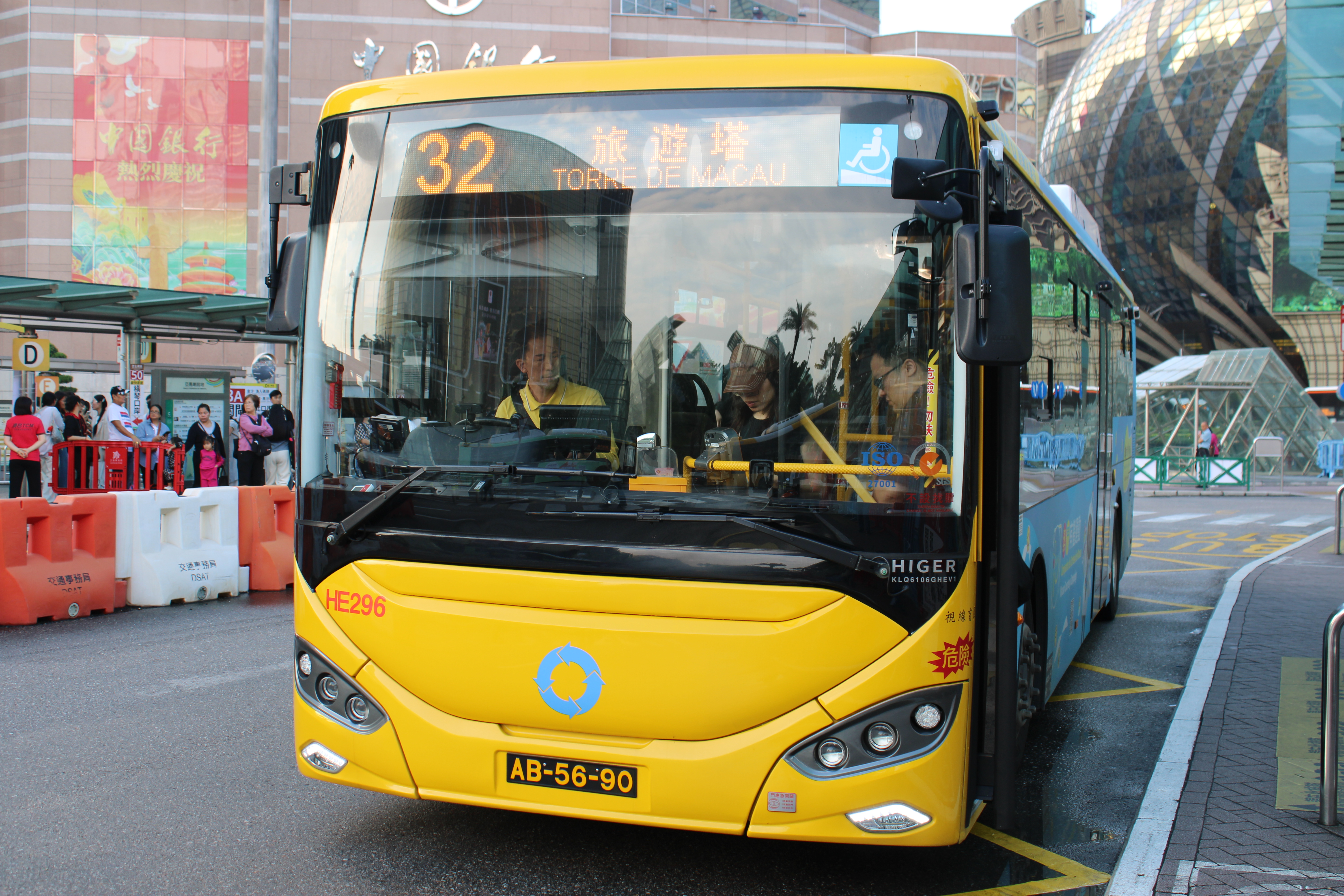
蘇州金龍KLQ6106GHEV1
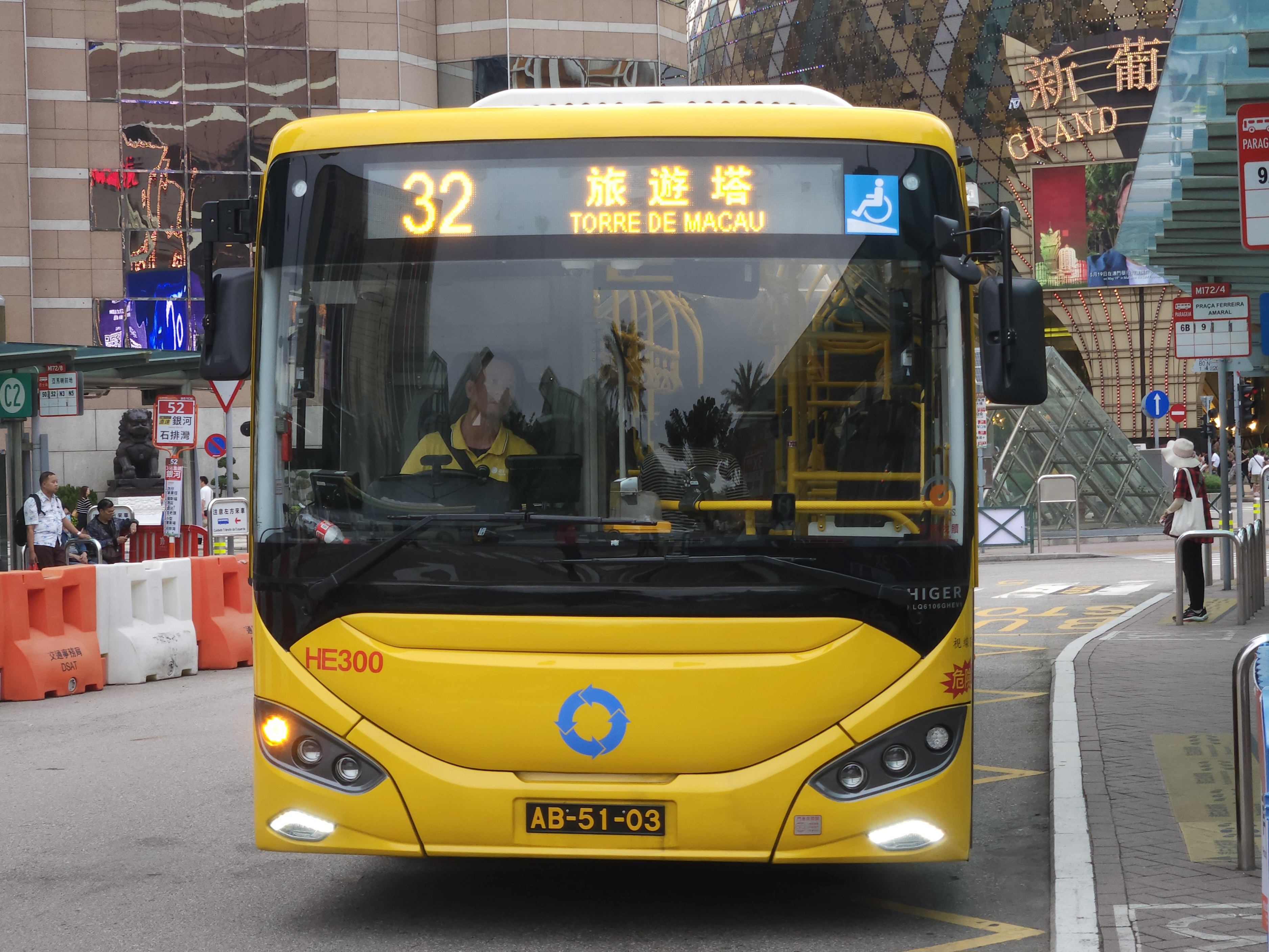
蘇州金龍KLQ6106GHEV1

## 外部連結
- 澳門新福利公共汽車有限公司（官方網站） （页面存档备份，存于）